# Liste des matchs de l'équipe d'Écosse de football par adversaire
Cette liste présente les matchs de l'équipe d'Écosse de football par adversaire rencontré. Lorsqu'une rivalité footballistique particulière existe entre l'Écosse et un autre pays, une page spécifique est parfois proposée.
- Haut – A
- B
- C
- D
- E
- F
- G
- H
- I
- J
- K
- L
- M
- N
- O
- P
- Q
- R
- S
- T
- U
- V
- W
- X
- Y
- Z

## A

### Afrique du Sud
Confrontations entre l'équipe d'Afrique du Sud de football et l'équipe d'Écosse de football.
| Date         | Lieu      | Match                   | Score | Compétition  |
| 20 mai 2002  | Hong Kong | Afrique du Sud - Écosse | 2-0   | Match amical |
| 22 août 2007 | Aberdeen  | Écosse - Afrique du Sud | 1-0   | Match amical |

Bilan
- Total de matchs disputés : 2
- Victoires de l'Afrique du Sud : 1
- Match nul : 0
- Victoires de l'Écosse : 1

### Albanie
Confrontations entre l'équipe d'Albanie de football et l'équipe d'Écosse de football.
| Date              | Lieu    | Match            | Score | Compétition       |
| 10 septembre 2018 | Glasgow | Écosse - Albanie | 2-0   | Ligue des nations |
| 17 novembre 2018  | Shkodër | Albanie - Écosse | 0-4   | Ligue des nations |

Bilan
- Total de matchs disputés : 2
- Victoires de l'Albanie : 0
- Matchs nuls : 0
- Victoires de l'Écosse : 2

### Allemagne
Confrontations entre l'Allemagne et l'Écosse en matchs officiels :
| Date              | Lieu       | Match                   | Score | Compétition                                |
| 1er juin 1929     | Berlin     | Rép. de Weimar - Écosse | 1-1   | Match amical                               |
| 14 octobre 1936   | Glasgow    | Écosse - IIIe Reich     | 2-0   | Match amical                               |
| 22 mai 1957       | Stuttgart  | RFA - Écosse            | 1-3   | Match amical                               |
| 6 mai 1959        | Glasgow    | Écosse - RFA            | 3-2   | Match amical                               |
| 12 mai 1964       | Hanovre    | RFA - Écosse            | 2-2   | Match amical                               |
| 16 avril 1969     | Glasgow    | Écosse - RFA            | 1-1   | Qualifications pour la Coupe du monde 1970 |
| 22 octobre 1969   | Hambourg   | RFA - Écosse            | 3-2   | Qualifications pour la Coupe du monde 1970 |
| 14 novembre 1973  | Glasgow    | Écosse - RFA            | 1-1   | Match amical                               |
| 27 mars 1974      | Francfort  | RFA - Écosse            | 2-1   | Match amical                               |
| 8 juin 1986       | Querétaro  | RFA - Écosse            | 2-1   | Coupe du monde 1986 (Groupe E)             |
| 15 juin 1992      | Norrköping | Allemagne - Écosse      | 2-0   | Euro 1992 (Groupe 2)                       |
| 24 mars 1993      | Glasgow    | Écosse - Allemagne      | 0-1   | Match amical                               |
| 28 avril 1999     | Brême      | Allemagne - Écosse      | 0-1   | Match amical                               |
| 7 juin 2003       | Glasgow    | Écosse - Allemagne      | 1-1   | Qualifications pour l'Euro 2004            |
| 10 septembre 2003 | Dortmund   | Allemagne - Écosse      | 2-1   | Qualifications pour l'Euro 2004            |
| 7 septembre 2014  | Dortmund   | Allemagne - Écosse      | 2-1   | Qualifications pour l'Euro 2016            |
| 7 septembre 2015  | Glasgow    | Écosse - Allemagne      | 2-3   | Qualifications pour l'Euro 2016            |
| 14 Juin 2024      | Munich     | Allemagne - Écosse      | 5-1   | Euro 2024 (Match Ouverture)                |

Bilan partiel
- Total de matchs disputés : 18
- Victoires de l'équipe d'Allemagne : 9
- Matchs nuls : 5
- Victoires de l'équipe d'Écosse : 4

### Allemagne de l'Est
Confrontations entre l'équipe d'Allemagne de l'Est de football et l'équipe d'Écosse de football.
| Date               | Lieu    | Match        | Score | Compétition                     |
| 30 octobre 1974    | Glasgow | Écosse - RDA | 3-0   | Match amical                    |
| 1er septembre 1977 | Berlin  | RDA - Écosse | 1-0   | Match amical                    |
| 13 octobre 1982    | Glasgow | Écosse - RDA | 2-0   | Qualifications pour l'Euro 1984 |
| 13 novembre 1983   | Halle   | RDA - Écosse | 2-1   | Qualifications pour l'Euro 1984 |
| 16 octobre 1985    | Glasgow | Écosse - RDA | 0-0   | Match amical                    |
| 25 avril 1990      | Glasgow | Écosse - RDA | 0-1   | Match amical                    |

Bilan
- Total de matchs disputés : 6
- Victoires de la RDA : 3
- Match nul : 1
- Victoires de l'Écosse : 2

### Arabie saoudite
Confrontations entre l'Arabie saoudite et l'Écosse :
| Date            | Lieu  | Match                    | Score | Compétition  |
| 17 février 1988 | Riyad | Arabie saoudite - Écosse | 2-2   | Match amical |

Bilan
- Total de matchs disputés : 1
- Victoires de l'équipe d'Arabie saoudite : 0
- Match nul : 1
- Victoires de l'équipe d'Écosse : 0

### Argentine
Confrontations entre l'Argentine et l'Écosse :
| Date             | Lieu         | Match              | Score | Compétition  |
| 18 juin 1977     | Buenos Aires | Argentine - Écosse | 1-1   | Match amical |
| 2 juin 1979      | Glasgow      | Écosse - Argentine | 1-3   | Match amical |
| 28 mars 1990     | Glasgow      | Écosse - Argentine | 1-0   | Match amical |
| 19 novembre 2008 | Glasgow      | Écosse - Argentine | 0-1   | Match amical |

Bilan
- Total de matchs disputés : 4
- Victoires de l'équipe d'Argentine : 2
- Match nul : 1
- Victoires de l'équipe d'Écosse : 1

### Australie
Confrontations entre l'Australie et l'Écosse :
| Date             | Lieu      | Match              | Score | Compétition                                |
| 20 novembre 1985 | Glasgow   | Écosse - Australie | 2-0   | Qualifications pour la Coupe du monde 1986 |
| 4 décembre 1985  | Melbourne | Australie - Écosse | 0-0   | Qualifications pour la Coupe du monde 1986 |
| 27 mars 1996     | Glasgow   | Écosse - Australie | 1-0   | Match amical                               |
| 15 novembre 2000 | Glasgow   | Écosse - Australie | 0-2   | Match amical                               |
| 15 août 2012     | Édimbourg | Écosse - Australie | 3-1   | Match amical                               |

Bilan
- Total de matchs disputés : 5
- Victoires de l'équipe d'Australie : 1
- Match nul : 1
- Victoires de l'équipe d'Écosse : 3

### Autriche
Confrontations entre l'équipe d'Autriche de football et l'équipe d'Écosse de football en matchs officiels :
| Date              | Lieu    | Match             | Score | Compétition                                         |
| 16 mai 1931       | Vienne  | Autriche - Écosse | 5-0   | Match amical                                        |
| 29 novembre 1933  | Glasgow | Écosse - Autriche | 2-2   | Match amical                                        |
| 9 mai 1937        | Vienne  | Autriche - Écosse | 1-1   | Match amical                                        |
| 13 décembre 1950  | Glasgow | Écosse - Autriche | 0-1   | Match amical                                        |
| 27 mai 1951       | Vienne  | Autriche - Écosse | 4-0   | Match amical                                        |
| 16 juin 1954      | Zurich  | Autriche - Écosse | 1-0   | Coupe du monde de football de 1954 (Groupe C)       |
| 19 mai 1955       | Vienne  | Autriche - Écosse | 1-4   | Match amical                                        |
| 2 mai 1956        | Glasgow | Écosse - Autriche | 1-1   | Match amical                                        |
| 29 mai 1960       | Vienne  | Autriche - Écosse | 4-1   | Match amical                                        |
| 8 mai 1963        | Glasgow | Écosse - Autriche | 4-1   | Match amical                                        |
| 6 novembre 1968   | Glasgow | Écosse - Autriche | 2-1   | Qualifications pour la Coupe du monde 1970          |
| 5 novembre 1969   | Vienne  | Autriche - Écosse | 2-0   | Qualifications pour la Coupe du monde 1970          |
| 20 septembre 1978 | Vienne  | Autriche - Écosse | 3-2   | Qualifications pour l'Euro 1980                     |
| 17 octobre 1979   | Glasgow | Écosse - Autriche | 1-1   | Qualifications pour l'Euro 1980                     |
| 20 avril 1994     | Vienne  | Autriche - Écosse | 1-2   | Match amical                                        |
| 31 août 1996      | Vienne  | Autriche - Écosse | 0-0   | Qualifications pour la Coupe du monde 1998          |
| 2 avril 1997      | Glasgow | Écosse - Autriche | 2-0   | Qualifications pour la Coupe du monde 1998          |
| 30 avril 2003     | Glasgow | Écosse - Autriche | 0-2   | Match amical                                        |
| 17 août 2005      | Graz    | Autriche - Écosse | 2-2   | Match amical                                        |
| 30 mai 2007       | Vienne  | Autriche - Écosse | 0-1   | Match amical                                        |
| 25 mars 2021      | Glasgow | Écosse - Autriche | 2 - 2 | Éliminatoires de la Coupe du monde de football 2022 |
| 7 septembre 2021  | Vienne  | Autriche - Écosse | 0-1   | Éliminatoires de la Coupe du monde de football 2022 |

Bilan partiel
- Total de matchs disputés : 22
- Victoires de l'équipe d'Autriche : 10
- Matchs nuls : 7
- Victoires de l'équipe d'Écosse : 9

## B

### Belgique
Confrontations entre la Belgique et l'Écosse :
| Date             | Lieu       | Match             | Score | Compétition                                |
| 23 janvier 1946  | Glasgow    | Écosse - Belgique | 2-2   | Match amical                               |
| 18 mai 1947      | Bruxelles  | Belgique - Écosse | 2-1   | Match amical                               |
| 28 avril 1948    | Glasgow    | Écosse - Belgique | 2-0   | Match amical                               |
| 20 mai 1951      | Bruxelles  | Belgique - Écosse | 0-5   | Match amical                               |
| 3 février 1971   | Liège      | Belgique - Écosse | 3-0   | Qualifications pour l'Euro 1972            |
| 10 novembre 1971 | Aberdeen   | Écosse - Belgique | 1-0   | Qualifications pour l'Euro 1972            |
| 1er juin 1974    | Bruges     | Belgique - Écosse | 2-1   | Match amical                               |
| 21 novembre 1979 | Bruxelles  | Belgique - Écosse | 2-0   | Qualifications pour l'Euro 1980            |
| 19 janvier 1980  | Glasgow    | Écosse - Belgique | 1-3   | Qualifications pour l'Euro 1980            |
| 15 décembre 1982 | Bruxelles  | Belgique - Écosse | 3-2   | Qualifications pour l'Euro 1984            |
| 12 octobre 1983  | Glasgow    | Écosse - Belgique | 1-1   | Qualifications pour l'Euro 1984            |
| 1er avril 1987   | Anderlecht | Belgique - Écosse | 4-1   | Qualifications pour l'Euro 1988            |
| 14 octobre 1987  | Glasgow    | Écosse - Belgique | 2-0   | Qualifications pour l'Euro 1988            |
| 24 mars 2001     | Glasgow    | Écosse - Belgique | 2-2   | Qualifications pour la Coupe du monde 2002 |
| 5 septembre 2001 | Bruxelles  | Belgique - Écosse | 2-0   | Qualifications pour la Coupe du monde 2002 |
| 16 octobre 2012  | Bruxelles  | Belgique - Écosse | 2-0   | Qualifications pour la Coupe du monde 2014 |
| 6 septembre 2013 | Glasgow    | Écosse - Belgique | 0-2   | Qualifications pour la Coupe du monde 2014 |
| 7 septembre 2018 | Glasgow    | Écosse - Belgique | 0-4   | Match amical                               |
| 11 juin 2019     | Bruxelles  | Belgique - Écosse | 3-0   | Qualifications pour l'Euro 2020            |
| 9 septembre 2019 | Glasgow    | Écosse - Belgique | 0-4   | Qualifications pour l'Euro 2020            |

Bilan
- Total de matchs disputés : 19
- Victoire de l'équipe de Belgique : 12
- Matchs nuls : 3
- Victoire de l'équipe d'Écosse : 4

### Biélorussie
Confrontations entre la Biélorussie et l'Écosse
| Date             | Lieu     | Match                | Score | Compétition                                |
| 8 juin 1997      | Minsk    | Biélorussie - Écosse | 0-1   | Qualifications pour la Coupe du monde 1998 |
| 7 septembre 1997 | Aberdeen | Écosse - Biélorussie | 4-1   | Qualifications pour la Coupe du monde 1998 |
| 8 juin 2005      | Minsk    | Biélorussie - Écosse | 0-0   | Qualifications pour la Coupe du monde 2006 |
| 8 octobre 2005   | Glasgow  | Écosse - Biélorussie | 0-1   | Qualifications pour la Coupe du monde 2006 |

Bilan
- Total de matchs disputés : 4
- Victoires de l'équipe de Biélorussie : 1
- Matchs nuls : 1
- Victoires de l'équipe d'Écosse : 2

### Bosnie-Herzégovine
Confrontations entre la Bosnie-Herzégovine et l'Écosse
| Date             | Lieu     | Match                       | Score | Compétition                     |
| 4 septembre 1999 | Sarajevo | Bosnie-Herzégovine - Écosse | 1-2   | Qualifications pour l'Euro 2000 |
| 5 octobre 1999   | Glasgow  | Écosse - Bosnie-Herzégovine | 1-0   | Qualifications pour l'Euro 2000 |

Bilan
- Total de matchs disputés : 2
- Victoires de l'équipe de Bosnie-Herzégovine : 0
- Matchs nuls : 0
- Victoires de l'équipe d'Écosse : 2

### Brésil
Confrontations entre le Brésil et l'Écosse :
| Date           | Lieu                  | Match           | Score | Compétition                                  |
| 25 juin 1966   | Glasgow               | Écosse - Brésil | 1-1   | Match amical                                 |
| 5 juillet 1972 | Rio de Janeiro        | Brésil - Écosse | 1-0   | Coupe de l'Indépendance du Brésil (Groupe A) |
| 30 juin 1973   | Glasgow               | Écosse - Brésil | 0-1   | Match amical                                 |
| 18 juin 1974   | Francfort-sur-le-Main | Brésil - Écosse | 0-0   | Coupe du monde 1974 (Groupe 2)               |
| 23 juin 1977   | Rio de Janeiro        | Brésil - Écosse | 2-0   | Match amical                                 |
| 18 juin 1982   | Séville               | Brésil - Écosse | 4-1   | Coupe du monde 1982 (Groupe 6)               |
| 26 mai 1987    | Glasgow               | Écosse - Brésil | 0-2   | Match amical                                 |
| 20 juin 1990   | Turin                 | Brésil - Écosse | 1-0   | Coupe du monde 1990 (Groupe C)               |
| 10 juin 1998   | Saint-Denis           | Brésil - Écosse | 2-1   | Coupe du monde 1998 (Groupe A)               |
| 27 mai 2011    | Londres               | Brésil - Écosse | 2-0   | Match amical                                 |

Bilan
- Total de matchs disputés : 10
- Victoire de l'équipe du Brésil : 8
- Matchs nuls : 2
- Victoire de l'équipe d'Écosse : 0

### Bulgarie
Confrontations entre la Bulgarie et l'Écosse
| Date              | Lieu    | Match             | Score | Compétition                     |
| 22 février 1978   | Glasgow | Écosse - Bulgarie | 2-1   | Match amical                    |
| 10 septembre 1986 | Glasgow | Écosse - Bulgarie | 0-0   | Qualifications pour l'Euro 1988 |
| 11 novembre 1987  | Sofia   | Bulgarie - Écosse | 0-1   | Qualifications pour l'Euro 1988 |
| 14 novembre 1990  | Sofia   | Bulgarie - Écosse | 1-1   | Qualifications pour l'Euro 1992 |
| 27 mars 1991      | Glasgow | Écosse - Bulgarie | 1-1   | Qualifications pour l'Euro 1992 |
| 11 mai 2006       | Kobe    | Écosse - Bulgarie | 5-1   | Coupe Kirin                     |

Bilan
- Total de matchs disputés : 6
- Victoires de l'équipe de Bulgarie : 0
- Matchs nuls : 3
- Victoires de l'équipe d'Écosse : 3

## C

### Canada
Confrontations entre le Canada et l'Écosse :
| Date            | Lieu      | Match           | Score | Compétition  |
| 12 juin 1983    | Vancouver | Canada - Écosse | 0-2   | Match amical |
| 16 juin 1983    | Edmonton  | Canada - Écosse | 0-3   | Match amical |
| 19 juin 1983    | Toronto   | Canada - Écosse | 0-2   | Match amical |
| 20 mai 1992     | Toronto   | Canada - Écosse | 1-3   | Match amical |
| 15 octobre 2002 | Édimbourg | Écosse - Canada | 3-1   | Match amical |
| 22 mars 2017    | Édimbourg | Écosse - Canada | 1-1   | Match amical |

Bilan
- Total de matchs disputés : 6
- Victoire de l'équipe du Canada : 0
- Matchs nuls :  1
- Victoire de l'équipe d'Écosse : 5

### Chili
Confrontations entre l'équipe du Chili de football et l'équipe d'Écosse de football.
| Date         | Lieu     | Match          | Score | Compétition        |
| 15 juin 1977 | Santiago | Chili - Écosse | 2-4   | Match amical       |
| 30 mai 1989  | Glasgow  | Écosse - Chili | 2-0   | Coupe Stanley-Rous |

Bilan
- Total de matchs disputés : 2
- Victoires de l'équipe du Chili : 0
- Match nul : 0
- Victoires de l'équipe d'Écosse : 2

### Chypre
Confrontations entre l'équipe de Chypre de football et l'équipe d'Écosse de football
| Date             | Lieu     | Match           | Score | Compétition                                |
| 11 décembre 1968 | Nicosie  | Chypre - Écosse | 0-5   | Qualifications pour la Coupe du monde 1970 |
| 17 mai 1969      | Glasgow  | Écosse - Chypre | 8-0   | Qualifications pour la Coupe du monde 1970 |
| 8 février 1989   | Limassol | Chypre - Écosse | 2-3   | Qualifications pour la Coupe du monde 1990 |
| 26 avril 1989    | Glasgow  | Écosse - Chypre | 2-1   | Qualifications pour la Coupe du monde 1990 |
| 11 novembre 2011 | Larnaca  | Chypre - Écosse | 1-2   | Match amical                               |
| 8 juin 2019      | Glasgow  | Écosse - Chypre | 2-1   | Qualifications pour l'Euro 2020            |
| 16 novembre 2019 | Nicosie  | Chypre - Écosse | -     | Qualifications pour l'Euro 2020            |

Bilan
- Total de matchs disputés : 6
- Victoires de l'équipe de Chypre : 0
- Matchs nuls : 0
- Victoires de l'équipe d'Écosse : 6

### Colombie
Confrontations entre l'équipe de Colombie de football et l'équipe d'Écosse de football.
| Date        | Lieu                | Match             | Score | Compétition        |
| 17 mai 1988 | Glasgow             | Écosse - Colombie | 0-0   | Coupe Stanley-Rous |
| 29 mai 1996 | Miami, FL           | Colombie - Écosse | 1-0   | Match amical       |
| 23 mai 1998 | East Rutherford, NJ | Écosse - Colombie | 2-2   | Match amical       |

Bilan
- Total de matchs disputés : 3
- Victoires de l'équipe de Colombie : 1
- Matchs nuls : 2
- Victoires de l'équipe d'Écosse : 0

### Corée du Sud
Confrontations entre l'équipe de Corée du Sud de football et l'équipe d'Écosse de football.
| Date        | Lieu  | Match                 | Score | Compétition  |
| 16 mai 2002 | Pusan | Corée du Sud - Écosse | 4-1   | Match amical |

Bilan
- Total de matchs disputés : 1
- Victoires de l'équipe de Corée du Sud : 1
- Match nul : 0
- Victoires de l'équipe d'Écosse : 0

### Costa Rica
| Date         | Lieu    | Match               | Score | Compétition                    |
| 11 juin 1990 | Gênes   | Costa Rica - Écosse | 1-0   | Coupe du monde 1990 (Groupe C) |
| 23 mars 2018 | Glasgow | Écosse - Costa Rica | 0-1   | Match amical                   |

Bilan
- Total de matchs disputés : 2
- Victoires de l'équipe du Costa Rica : 2
- Matchs nuls : 0
- Victoires de l'équipe d'Écosse : 0
- Total de buts marqués par l'équipe du Costa Rica : 2
- Total de buts marqués par l'équipe d'Écosse : 0

### Croatie
Confrontations entre la Croatie et l'Écosse
| Date               | Lieu    | Match            | Score | Compétition                                |
| 11 octobre 2000    | Zagreb  | Croatie - Écosse | 1-1   | Qualifications pour la Coupe du monde 2002 |
| 1er septembre 2001 | Glasgow | Écosse - Croatie | 0-0   | Qualifications pour la Coupe du monde 2002 |
| 26 mars 2008       | Glasgow | Écosse - Croatie | 1-1   | Match amical                               |
| 7 juin 2013        | Zagreb  | Croatie - Écosse | 0-1   | Qualifications pour la Coupe du monde 2014 |
| 15 octobre 2013    | Glasgow | Écosse - Croatie | 2-0   | Qualifications pour la Coupe du monde 2014 |
| 22 Juin 2021       | Glasgow | Croatie - Écosse | 3-1   | Euro 2021 (Groupe D)                       |
| 12 Octobre 2024    | Zagreb  | Croatie - Écosse |       | LIGUE DES NATIONS 24/25                    |
| 15 Novembre 2024   | Glasgow | Écosse - Croatie |       | LIGUE DES NATIONS 24/25                    |

Bilan
- Total de matchs disputés : 6
- Victoires de l'équipe de Croatie : 1
- Matchs nuls : 3
- Victoires de l'équipe d'Écosse : 2

## D

### Danemark
Confrontations entre l'équipe du Danemark de football et l'équipe d'Écosse de football
| Date               | Lieu           | Match             | Score | Compétition                                              |
| 12 mai 1951        | Glasgow        | Écosse - Danemark | 3-1   | Match amical                                             |
| 25 mai 1952        | Copenhague     | Danemark - Écosse | 1-2   | Match amical                                             |
| 16 octobre 1968    | Copenhague     | Danemark - Écosse | 0-1   | Match amical                                             |
| 11 novembre 1970   | Glasgow        | Écosse - Danemark | 1-0   | (Qualifications pour l'Euro 1972)                        |
| 9 juin 1971        | Copenhague     | Danemark - Écosse | 1-0   | (Qualifications pour l'Euro 1972)                        |
| 18 octobre 1972    | Copenhague     | Danemark - Écosse | 1-4   | (Qualifications pour la Coupe du monde de football 1974) |
| 15 novembre 1972   | Glasgow        | Écosse - Danemark | 2-0   | (Qualifications pour la Coupe du monde de football 1974) |
| 3 septembre 1975   | Copenhague     | Danemark - Écosse | 0-1   | (Qualifications pour l'Euro 1976)                        |
| 29 octobre 1975    | Glasgow        | Écosse - Danemark | 3-1   | (Qualifications pour l'Euro 1976)                        |
| 4 juin 1986        | Nezahualcóyotl | Danemark - Écosse | 1-0   | Coupe du monde de football 1986                          |
| 24 avril 1996      | Copenhague     | Danemark - Écosse | 2-0   | Match amical                                             |
| 25 mars 1998       | Glasgow        | Écosse - Danemark | 0-1   | Match amical                                             |
| 21 août 2002       | Glasgow        | Écosse - Danemark | 0-1   | Match amical                                             |
| 28 avril 2004      | Copenhague     | Danemark - Écosse | 1-0   | Match amical                                             |
| 10 août 2011       | Glasgow        | Écosse - Danemark | 2-1   | Match amical                                             |
| 29 mars 2016       | Glasgow        | Écosse - Danemark | 1-0   | Match amical                                             |
| 1er septembre 2021 | Copenhague     | Danemark - Écosse | 2-0   | Éliminatoires de la Coupe du monde de football 2022      |

Bilan
- Total de matchs disputés : 17
- Victoires de l'équipe du Danemark : 8
- Matchs nuls : 0
- Victoires de l'équipe d'Écosse : 10
- Total de buts marqués par l'équipe du Danemark : 14
- Total de buts marqués par l'équipe d'Écosse : 20

## E

### Égypte
Confrontations entre l'Égypte et l'Écosse
| Date        | Lieu     | Match           | Score | Compétition  |
| 16 mai 1990 | Aberdeen | Écosse - Égypte | 1-3   | Match amical |

Bilan
- Total de matchs disputés : 1
- Victoires de l'équipe d'Égypte : 1
- Matchs nuls : 0
- Victoires de l'équipe d'Écosse : 0

### Équateur
Confrontations entre l'Équateur et l'Écosse
| Date        | Lieu   | Match             | Score | Compétition |
| 24 mai 1995 | Toyama | Écosse - Équateur | 2-1   | Coupe Kirin |

Bilan
- Total de matchs disputés : 1
- Victoires de l'équipe d'Équateur : 0
- Matchs nuls : 0
- Victoires de l'équipe d'Écosse : 1

### Espagne
Confrontations entre l'équipe d'Espagne de football et l'équipe d'Écosse de football
| Date             | Lieu     | Match            | Score | Compétition                                                      |
| 8 mai 1957       | Glasgow  | Écosse - Espagne | 4-2   | Qualifications pour la Coupe du monde 1958                       |
| 26 mai 1957      | Madrid   | Espagne - Écosse | 4-1   | Qualifications pour la Coupe du monde 1958                       |
| 13 juin 1963     | Madrid   | Espagne - Écosse | 2-6   | Match amical                                                     |
| 8 mai 1965       | Glasgow  | Écosse - Espagne | 0-0   | Match amical                                                     |
| 20 novembre 1974 | Glasgow  | Écosse - Espagne | 1-2   | Qualifications pour l'Euro 1976                                  |
| 5 février 1975   | Valence  | Espagne - Écosse | 0-0   | Qualifications pour l'Euro 1976                                  |
| 24 février 1982  | Valence  | Espagne - Écosse | 3-0   | Match amical                                                     |
| 14 novembre 1984 | Glasgow  | Écosse - Espagne | 3-1   | Qualifications pour la Coupe du monde 1986                       |
| 27 février 1985  | Séville  | Espagne - Écosse | 1-0   | Qualifications pour la Coupe du monde 1986                       |
| 27 avril 1988    | Madrid   | Espagne - Écosse | 0-0   | Match amical                                                     |
| 3 septembre 2004 | Valence  | Espagne - Écosse | 0-0   | Match amical                                                     |
| 12 octobre 2010  | Glasgow  | Écosse - Espagne | 2-3   | Éliminatoires du Championnat d'Europe de football 2012, groupe I |
| 11 octobre 2011  | Alicante | Espagne - Écosse | 3-1   | Éliminatoires du Championnat d'Europe de football 2012, groupe I |

Bilan
- Total de matchs disputés : 13
- Victoires de l'équipe d'Espagne : 6
- Matchs nuls : 4
- Victoires de l'équipe d'Écosse : 3
- Total de buts marqués par l'équipe de Espagne : 23
- Total de buts marqués par l'équipe d'Écosse : 20

### Estonie
Confrontations entre l'équipe d'Estonie de football et l'équipe d'Écosse de football
| Date             | Lieu       | Match            | Score | Compétition                                |
| 19 mai 1993      | Tallinn    | Estonie - Écosse | 0-3   | Qualifications pour la Coupe du monde 1994 |
| 2 juin 1993      | Aberdeen   | Écosse - Estonie | 3-1   | Qualifications pour la Coupe du monde 1994 |
| 11 février 1997  | Monaco     | Estonie - Écosse | 0-0   | Qualifications pour la Coupe du monde 1998 |
| 29 mars 1997     | Kilmarnock | Écosse - Estonie | 2-0   | Qualifications pour la Coupe du monde 1998 |
| 10 octobre 1998  | Édimbourg  | Écosse - Estonie | 3-2   | Qualifications pour l'Euro 2000            |
| 8 septembre 1999 | Tallinn    | Estonie - Écosse | 0-0   | Qualifications pour l'Euro 2000            |
| 27 mai 2004      | Tallinn    | Estonie - Écosse | 0-1   | Match amical                               |
| 6 février 2013   | Aberdeen   | Écosse - Estonie | 1-0   | Match amical                               |

Bilan
- Total de matchs disputés : 8
- Victoires de l'équipe d'Estonie : 0
- Matchs nuls : 2
- Victoires de l'équipe d'Écosse : 6
- Total de buts marqués par l'équipe de Estonie : 3
- Total de buts marqués par l'équipe d'Écosse : 13

### États-Unis
| Date             | Lieu             | Match               | Score | Compétition  |
| 30 avril 1952    | Glasgow          | Écosse - États-Unis | 6-0   | Match amical |
| 17 mai 1992      | Denver, CO       | États-Unis - Écosse | 0-1   | Match amical |
| 26 mai 1996      | New Britain, CT  | États-Unis - Écosse | 2-1   | Match amical |
| 30 mai 1998      | Washington, D.C. | États-Unis - Écosse | 0-0   | Match amical |
| 12 novembre 2005 | Glasgow          | Écosse - États-Unis | 1-1   | Match amical |
| 26 mai 2012      | Jacksonville, FL | États-Unis - Écosse | 5-1   | Match amical |
| 15 novembre 2013 | Glasgow          | Écosse - États-Unis | 0-0   | Match amical |

Bilan
- Total de matchs disputés : 7
- Victoires de l'équipe des États-Unis : 2
- Matchs nuls : 3
- Victoires de l'équipe d'Écosse : 2
- Total de buts marqués par l'équipe des États-Unis : 8
- Total de buts marqués par l'équipe d'Écosse : 10

## F

### Finlande
Confrontations entre l'équipe de Finlande de football et l'équipe d'Écosse de football
| Date             | Lieu      | Match             | Score | Compétition                                |
| 25 mai 1954      | Helsinki  | Finlande - Écosse | 1-2   | Match amical                               |
| 21 octobre 1964  | Glasgow   | Écosse - Finlande | 3-1   | Qualifications pour la Coupe du monde 1966 |
| 27 mai 1964      | Helsinki  | Finlande - Écosse | 1-2   | Qualifications pour la Coupe du monde 1966 |
| 8 septembre 1976 | Glasgow   | Écosse - Finlande | 6-0   | Match amical                               |
| 25 mars 1992     | Glasgow   | Écosse - Finlande | 1-1   | Match amical                               |
| 7 septembre 1994 | Helsinki  | Finlande - Écosse | 0-2   | Qualifications pour l'Euro 1996            |
| 6 septembre 1995 | Glasgow   | Écosse - Finlande | 1-0   | Qualifications pour l'Euro 1996            |
| 22 avril 1998    | Édimbourg | Écosse - Finlande | 1-1   | Match amical                               |

Bilan
- Total de matchs disputés : 8
- Victoires de l'équipe de Finlande : 0
- Matchs nuls : 2
- Victoires de l'équipe d'Écosse : 6
- Total de buts marqués par l'équipe de Finlande : 5
- Total de buts marqués par l'équipe d'Écosse : 18

### France
Confrontations entre l'équipe de France de football et l'équipe d'Écosse de football
| Date              | Lieu          | Match           | Score | Compétition                                |
| 18 mai 1930       | Colombes      | France - Écosse | 0-2   | amical                                     |
| 8 mai 1932        | Colombes      | France - Écosse | 1-3   | amical                                     |
| 23 mai 1948       | Colombes      | France - Écosse | 3-0   | amical                                     |
| 27 avril 1949     | Glasgow       | Écosse - France | 2-0   | amical                                     |
| 27 mai 1950       | Colombes      | France - Écosse | 0-1   | amical                                     |
| 16 mai 1951       | Glasgow       | Écosse - France | 1-0   | amical                                     |
| 15 juin 1958      | Örebro        | France - Écosse | 2-1   | Coupe du monde 1958 (1er tour)             |
| 1er juin 1984     | Marseille     | France - Écosse | 2-0   | amical                                     |
| 8 mars 1989       | Glasgow       | Écosse - France | 2-0   | Qualifications pour la Coupe du monde 1990 |
| 11 octobre 1989   | Paris         | France - Écosse | 3-0   | Qualifications pour la Coupe du monde 1990 |
| 12 novembre 1997  | Saint-Étienne | France - Écosse | 2-1   | amical                                     |
| 29 mars 2000      | Glasgow       | Écosse - France | 0-2   | amical                                     |
| 27 mars 2002      | Saint-Denis   | France - Écosse | 5-0   | amical                                     |
| 7 octobre 2006    | Glasgow       | Écosse - France | 1-0   | Qualifications pour l'Euro 2008            |
| 12 septembre 2007 | Paris         | France - Écosse | 0-1   | Qualifications pour l'Euro 2008            |
| 4 juin 2016       | Metz          | France - Écosse | 3-0   | amical                                     |

Bilan
- Total de matchs disputés : 16
- Victoires de l'équipe de France : 8
- Matchs nuls : 0
- Victoires de l'équipe d'Écosse : 8
- Total de buts marqués par l'équipe de France : 23
- Total de buts marqués par l'équipe d'Écosse : 15

## G

### Géorgie
Confrontations entre la Géorgie et l'Écosse en matchs officiels :
| Date             | Lieu     | Match            | Score | Compétition                     |
| 24 mars 2007     | Glasgow  | Écosse - Géorgie | 2-1   | Qualifications pour l'Euro 2008 |
| 17 octobre 2007  | Tbilissi | Géorgie - Écosse | 2-0   | Qualifications pour l'Euro 2008 |
| 11 octobre 2014  | Glasgow  | Écosse - Géorgie | 1-0   | Qualifications pour l'Euro 2016 |
| 4 septembre 2015 | Tbilissi | Géorgie - Écosse | 1-0   | Qualifications pour l'Euro 2016 |

Bilan partiel
- Total de matchs disputés : 4
- Victoires de l'équipe de Géorgie : 2
- Matchs nuls : 0
- Victoires de l'équipe d'Écosse : 2

### Gibraltar
Confrontations entre Gibraltar et l'Écosse en matchs officiels :
| Date            | Lieu    | Match              | Score | Compétition                     |
| 29 mai 2015     | Glasgow | Écosse - Gibraltar | 6-1   | Qualifications pour l'Euro 2016 |
| 11 octobre 2015 | Faro    | Gibraltar - Écosse | 0-6   | Qualifications pour l'Euro 2016 |

Bilan partiel
- Total de matchs disputés : 2
- Victoires de l'équipe de Gibraltar : 0
- Matchs nuls : 0
- Victoires de l'équipe d'Écosse : 2

### Grèce
Confrontations entre la Grèce et l'Écosse en matchs officiels :
| Date             | Lieu    | Match          | Score | Compétition                     |
| 18 décembre 1994 | Athènes | Grèce - Écosse | 1-0   | Qualifications pour l'Euro 1996 |
| 6 septembre 1995 | Glasgow | Écosse - Grèce | 1-0   | Qualifications pour l'Euro 1996 |

Bilan partiel
- Total de matchs disputés : 2
- Victoires de l'équipe de Grèce : 1
- Matchs nuls : 0
- Victoires de l'équipe d'Écosse : 1

## H

### Hongrie
Confrontations entre l'Écosse et la Hongrie :
| Date             | Lieu      | Match            | Score | Compétition    |
| 7 décembre 1938  | Glasgow   | Écosse - Hongrie | 3-1   | Match amical   |
| 8 décembre 1954  | Glasgow   | Écosse - Hongrie | 2-4   | Match amical   |
| 29 mai 1955      | Budapest  | Hongrie - Écosse | 3-1   | Match amical   |
| 7 mai 1958       | Glasgow   | Écosse - Hongrie | 1-1   | Match amical   |
| 5 juin 1960      | Budapest  | Hongrie - Écosse | 3-3   | Match amical   |
| 31 mai 1980      | Budapest  | Hongrie - Écosse | 3-1   | Match amical   |
| 9 septembre 1987 | Glasgow   | Écosse - Hongrie | 2-0   | Match amical   |
| 18 août 2004     | Glasgow   | Écosse - Hongrie | 0-3   | Match amical   |
| 27 mars 2018     | Budapest  | Hongrie - Écosse | 0-1   | Match amical   |
| 23 Juin 2024     | Stuttgart | Écosse - Hongrie | 0-1   | Euro 2024 (GA) |

Bilan partiel
- Total de matchs disputés : 10
- Victoires de l'équipe de Hongrie : 5
- Matchs nuls : 2
- Victoires de l'équipe d'Écosse : 3

## I

### Îles Féroé
Confrontations entre les îles Féroé et l'Écosse :
| Date             | Lieu     | Match               | Score | Compétition                     |
| 12 octobre 1994  | Glasgow  | Écosse - Îles Féroé | 5-1   | Qualifications pour l'Euro 1996 |
| 7 juin 1995      | Toftir   | Îles Féroé - Écosse | 0-2   | Qualifications pour l'Euro 1996 |
| 14 octobre 1998  | Aberdeen | Écosse - Îles Féroé | 2-1   | Qualifications pour l'Euro 2000 |
| 5 juin 1999      | Toftir   | Îles Féroé - Écosse | 1-1   | Qualifications pour l'Euro 2000 |
| 7 septembre 2002 | Toftir   | Îles Féroé - Écosse | 2-2   | Qualifications pour l'Euro 2004 |
| 6 septembre 2003 | Glasgow  | Écosse - Îles Féroé | 3-1   | Qualifications pour l'Euro 2004 |
| 2 septembre 2006 | Glasgow  | Écosse - Îles Féroé | 6-0   | Qualifications pour l'Euro 2008 |
| 6 juin 2007      | Toftir   | Îles Féroé - Écosse | 0-2   | Qualifications pour l'Euro 2008 |
| 16 novembre 2010 | Aberdeen | Écosse - Îles Féroé | 3-0   | Match amical                    |

Bilan partiel
- Total de matchs disputés : 9
- Victoires de l'équipe des îles Féroé : 0
- Matchs nuls : 2
- Victoires de l'équipe d'Écosse : 7

### Iran
Confrontations entre l'Écosse et l'Iran :
| Date        | Lieu    | Match         | Score | Compétition                   |
| 7 juin 1978 | Córdoba | Écosse - Iran | 1-1   | Coupe du monde 1978, 1er tour |

Bilan partiel
- Total de matchs disputés : 1
- Victoires de l'équipe d'Iran : 0
- Match nul : 1
- Victoires de l'équipe d'Écosse : 0

### Irlande
Confrontations entre l'Écosse et l'Irlande :
| Date              | Lieu      | Match            | Score | Compétition                                                           |
| 26 janvier 1884   | Belfast   | Irlande - Écosse | 0-5   | British Home Championship                                             |
| 14 mars 1885      | Glasgow   | Écosse - Irlande | 8-2   | British Home Championship                                             |
| 20 mars 1886      | Belfast   | Irlande - Écosse | 2-7   | British Home Championship                                             |
| 19 février 1887   | Glasgow   | Écosse - Irlande | 4-1   | British Home Championship                                             |
| 24 mars 1888      | Belfast   | Irlande - Écosse | 2-10  | British Home Championship                                             |
| 9 mars 1889       | Glasgow   | Écosse - Irlande | 7-0   | British Home Championship                                             |
| 29 mars 1890      | Belfast   | Irlande - Écosse | 1-4   | British Home Championship                                             |
| 28 mars 1891      | Glasgow   | Écosse - Irlande | 2-1   | British Home Championship                                             |
| 19 mars 1892      | Belfast   | Irlande - Écosse | 2-3   | British Home Championship                                             |
| 25 mars 1893      | Glasgow   | Écosse - Irlande | 6-1   | British Home Championship                                             |
| 31 mars 1894      | Belfast   | Irlande - Écosse | 1-2   | British Home Championship                                             |
| 30 mars 1895      | Glasgow   | Écosse - Irlande | 3-1   | British Home Championship                                             |
| 28 mars 1896      | Belfast   | Irlande - Écosse | 3-3   | British Home Championship                                             |
| 27 mars 1897      | Glasgow   | Écosse - Irlande | 5-1   | British Home Championship                                             |
| 26 mars 1898      | Belfast   | Irlande - Écosse | 0-3   | British Home Championship                                             |
| 25 mars 1899      | Glasgow   | Écosse - Irlande | 9-1   | British Home Championship                                             |
| 3 mars 1900       | Belfast   | Irlande - Écosse | 0-3   | British Home Championship                                             |
| 23 février 1901   | Glasgow   | Écosse - Irlande | 11-0  | British Home Championship                                             |
| 1er mars 1902     | Belfast   | Irlande - Écosse | 1-5   | British Home Championship                                             |
| 21 mars 1903      | Glasgow   | Écosse - Irlande | 0-2   | British Home Championship                                             |
| 26 mars 1904      | Dublin    | Irlande - Écosse | 1-1   | British Home Championship                                             |
| 18 mars 1905      | Glasgow   | Écosse - Irlande | 4-0   | British Home Championship                                             |
| 17 mars 1906      | Dublin    | Irlande - Écosse | 0-1   | British Home Championship                                             |
| 16 mars 1907      | Glasgow   | Écosse - Irlande | 3-0   | British Home Championship                                             |
| 14 mars 1908      | Dublin    | Irlande - Écosse | 0-5   | British Home Championship                                             |
| 15 mars 1909      | Glasgow   | Écosse - Irlande | 5-0   | British Home Championship                                             |
| 19 mars 1910      | Belfast   | Irlande - Écosse | 1-0   | British Home Championship                                             |
| 18 mars 1911      | Glasgow   | Écosse - Irlande | 2-0   | British Home Championship                                             |
| 16 mars 1912      | Belfast   | Irlande - Écosse | 1-4   | British Home Championship                                             |
| 15 mars 1913      | Dublin    | Irlande - Écosse | 1-2   | British Home Championship                                             |
| 15 juin 1914      | Belfast   | Irlande - Écosse | 1-1   | British Home Championship                                             |
| 13 mars 1920      | Glasgow   | Écosse - Irlande | 3-0   | British Home Championship                                             |
| 26 février 1921   | Belfast   | Irlande - Écosse | 0-2   | British Home Championship                                             |
| 4 mars 1922       | Glasgow   | Écosse - Irlande | 2-1   | British Home Championship                                             |
| 3 mars 1923       | Belfast   | Irlande - Écosse | 0-1   | British Home Championship                                             |
| 1er mars 1924     | Glasgow   | Écosse - Irlande | 2-0   | British Home Championship                                             |
| 28 février 1925   | Belfast   | Irlande - Écosse | 0-3   | British Home Championship                                             |
| 27 février 1926   | Glasgow   | Écosse - Irlande | 4-0   | British Home Championship                                             |
| 26 février 1927   | Belfast   | Irlande - Écosse | 0-2   | British Home Championship                                             |
| 25 février 1928   | Glasgow   | Écosse - Irlande | 0-1   | British Home Championship                                             |
| 23 février 1929   | Belfast   | Irlande - Écosse | 3-7   | British Home Championship                                             |
| 22 février 1930   | Glasgow   | Écosse - Irlande | 3-1   | British Home Championship                                             |
| 21 février 1931   | Belfast   | Irlande - Écosse | 0-0   | British Home Championship                                             |
| 19 septembre 1931 | Glasgow   | Écosse - Irlande | 3-1   | British Home Championship                                             |
| 12 septembre 1932 | Belfast   | Irlande - Écosse | 0-4   | British Home Championship                                             |
| 16 septembre 1933 | Glasgow   | Écosse - Irlande | 1-2   | British Home Championship                                             |
| 20 octobre 1934   | Belfast   | Irlande - Écosse | 2-1   | British Home Championship                                             |
| 13 novembre 1935  | Édimbourg | Écosse - Irlande | 2-1   | British Home Championship                                             |
| 31 octobre 1936   | Belfast   | Irlande - Écosse | 1-3   | British Home Championship                                             |
| 10 novembre 1937  | Aberdeen  | Écosse - Irlande | 1-1   | British Home Championship                                             |
| 8 octobre 1938    | Belfast   | Irlande - Écosse | 0-2   | British Home Championship                                             |
| 27 novembre 1946  | Glasgow   | Écosse - Irlande | 0-0   | British Home Championship                                             |
| 4 octobre 1947    | Belfast   | Irlande - Écosse | 2-0   | British Home Championship                                             |
| 17 novembre 1948  | Glasgow   | Écosse - Irlande | 3-2   | British Home Championship                                             |
| 1er octobre 1949  | Belfast   | Irlande - Écosse | 2-8   | British Home Championship, qualifications pour la Coupe du monde 1950 |
| 3 mai 1961        | Glasgow   | Écosse - Irlande | 4-1   | Qualifications pour la Coupe du monde 1962                            |
| 7 mai 1962        | Dublin    | Irlande - Écosse | 0-3   | Qualifications pour la Coupe du monde 1962                            |
| 9 juin 1963       | Dublin    | Irlande - Écosse | 1-0   | Match amical                                                          |
| 21 septembre 1969 | Dublin    | Irlande - Écosse | 1-1   | Match amical                                                          |
| 15 octobre 1986   | Dublin    | Irlande - Écosse | 0-0   | Qualifications pour l'Euro 1988                                       |
| 18 février 1987   | Glasgow   | Écosse - Irlande | 0-1   | Qualifications pour l'Euro 1988                                       |
| 30 mai 2000       | Dublin    | Irlande - Écosse | 1-2   | Match amical                                                          |
| 12 février 2003   | Glasgow   | Écosse - Irlande | 0-2   | Match amical                                                          |
| 29 mai 2011       | Dublin    | Irlande - Écosse | 1-0   | Nations Cup                                                           |
| 14 novembre 2014  | Glasgow   | Écosse - Irlande | 1-0   | Qualifications pour l'Euro 2016                                       |
| 13 juin 2015      | Dublin    | Irlande - Écosse | 1-1   | Qualifications pour l'Euro 2016                                       |

Bilan partiel
- Total de matchs disputés : 66
- Victoires de l'équipe d'Irlande : 10
- Matchs nuls : 9
- Victoires de l'équipe d'Écosse : 47

### Irlande du Nord
Confrontations entre l'Écosse et l'Irlande du Nord :
| Date              | Lieu    | Match                    | Score | Compétition                                                           |
| 1er novembre 1950 | Glasgow | Écosse - Irlande du Nord | 6-1   | British Home Championship                                             |
| 6 octobre 1951    | Belfast | Irlande du Nord - Écosse | 0-3   | British Home Championship                                             |
| 3 novembre 1952   | Glasgow | Écosse - Irlande du Nord | 1-1   | British Home Championship                                             |
| 3 octobre 1953    | Belfast | Irlande du Nord - Écosse | 1-3   | British Home Championship, qualifications pour la Coupe du monde 1954 |
| 3 novembre 1954   | Glasgow | Écosse - Irlande du Nord | 2-2   | British Home Championship                                             |
| 8 octobre 1955    | Belfast | Irlande du Nord - Écosse | 2-1   | British Home Championship                                             |
| 7 novembre 1956   | Glasgow | Écosse - Irlande du Nord | 1-0   | British Home Championship                                             |
| 5 octobre 1957    | Belfast | Irlande du Nord - Écosse | 1-1   | British Home Championship                                             |
| 5 novembre 1958   | Glasgow | Écosse - Irlande du Nord | 2-2   | British Home Championship                                             |
| 3 octobre 1959    | Belfast | Irlande du Nord - Écosse | 0-4   | British Home Championship                                             |
| 9 novembre 1960   | Glasgow | Écosse - Irlande du Nord | 5-2   | British Home Championship                                             |
| 7 octobre 1961    | Belfast | Irlande du Nord - Écosse | 1-6   | British Home Championship                                             |
| 7 novembre 1962   | Glasgow | Écosse - Irlande du Nord | 5-1   | British Home Championship                                             |
| 12 octobre 1963   | Belfast | Irlande du Nord - Écosse | 2-1   | British Home Championship                                             |
| 25 novembre 1964  | Glasgow | Écosse - Irlande du Nord | 3-2   | British Home Championship                                             |
| 2 octobre 1965    | Belfast | Irlande du Nord - Écosse | 3-2   | British Home Championship                                             |
| 16 novembre 1966  | Glasgow | Écosse - Irlande du Nord | 2-1   | British Home Championship, qualifications pour l'Euro 1968            |
| 21 octobre 1967   | Belfast | Irlande du Nord - Écosse | 1-0   | British Home Championship, qualifications pour l'Euro 1968            |
| 6 mai 1969        | Glasgow | Écosse - Irlande du Nord | 1-1   | British Home Championship                                             |
| 18 avril 1970     | Belfast | Irlande du Nord - Écosse | 0-1   | British Home Championship                                             |
| 18 mai 1971       | Glasgow | Écosse - Irlande du Nord | 0-1   | British Home Championship                                             |
| 20 mai 1972       | Glasgow | Écosse - Irlande du Nord | 2-0   | British Home Championship                                             |
| 16 mai 1973       | Glasgow | Écosse - Irlande du Nord | 1-2   | British Home Championship                                             |
| 11 mai 1974       | Glasgow | Écosse - Irlande du Nord | 0-1   | British Home Championship                                             |
| 20 mai 1975       | Glasgow | Écosse - Irlande du Nord | 3-0   | British Home Championship                                             |
| 8 mai 1976        | Glasgow | Écosse - Irlande du Nord | 3-0   | British Home Championship                                             |
| 1er juin 1977     | Glasgow | Écosse - Irlande du Nord | 3-0   | British Home Championship                                             |
| 13 mai 1978       | Glasgow | Écosse - Irlande du Nord | 1-1   | British Home Championship                                             |
| 22 mai 1979       | Glasgow | Écosse - Irlande du Nord | 1-0   | British Home Championship                                             |
| 16 mai 1980       | Belfast | Irlande du Nord - Écosse | 1-0   | British Home Championship                                             |
| 25 mars 1981      | Glasgow | Écosse - Irlande du Nord | 1-1   | Qualifications pour la Coupe du monde 1982                            |
| 14 octobre 1981   | Belfast | Irlande du Nord - Écosse | 0-0   | Qualifications pour la Coupe du monde 1982                            |
| 28 avril 1982     | Belfast | Irlande du Nord - Écosse | 1-1   | British Home Championship                                             |
| 24 mai 1983       | Glasgow | Écosse - Irlande du Nord | 0-0   | British Home Championship                                             |
| 13 décembre 1983  | Belfast | Irlande du Nord - Écosse | 0-2   | British Home Championship                                             |
| 19 février 1992   | Glasgow | Écosse - Irlande du Nord | 1-0   | Match amical                                                          |
| 20 août 2008      | Glasgow | Écosse - Irlande du Nord | 0-0   | Qualifications à l'Euro 2008                                          |
| 9 février 2011    | Dublin  | Écosse - Irlande du Nord | 3-0   | Nations Cup                                                           |
| 25 mars 2015      | Glasgow | Écosse - Irlande du Nord | 1-0   | Match amical                                                          |

Bilan partiel
- Total de matchs disputés : 39
- Victoires de l'équipe d'Irlande du Nord : 8
- Matchs nuls : 11
- Victoires de l'équipe d'Écosse : 20

### Islande
Confrontations entre l'Islande et l'Écosse en matchs officiels :
| Date              | Lieu      | Match            | Score | Compétition                                |
| 17 octobre 1984   | Glasgow   | Écosse - Islande | 3-0   | Qualifications pour la Coupe du monde 1986 |
| 28 mai 1985       | Reykjavík | Islande - Écosse | 0-1   | Qualifications pour la Coupe du monde 1986 |
| 12 octobre 2002   | Reykjavík | Islande - Écosse | 0-2   | Qualifications pour l'Euro 2004            |
| 29 mars 2003      | Glasgow   | Écosse - Islande | 2-1   | Qualifications pour l'Euro 2004            |
| 10 septembre 2008 | Reykjavík | Islande - Écosse | 1-2   | Qualifications pour la Coupe du monde 2010 |
| 1er avril 2009    | Glasgow   | Écosse - Islande | 2-1   | Qualifications pour la Coupe du monde 2010 |

Bilan partiel
- Total de matchs disputés : 6
- Victoires de l'équipe d'Islande : 0
- Matchs nuls : 0
- Victoires de l'équipe d'Écosse : 6

### Israël
Confrontations entre Israël et l'Écosse
| Date             | Lieu      | Match           | Score         | Compétition                                                  |
| 25 février 1981  | Ramat Gan | Israël - Écosse | 0-1           | Qualifications pour la Coupe du monde 1982                   |
| 28 avril 1981    | Glasgow   | Écosse - Israël | 3-1           | Qualifications pour la Coupe du monde 1982                   |
| 28 janvier 1986  | Ramat Gan | Israël - Écosse | 0-1           | Match amical                                                 |
| 11 octobre 2018  | Haïfa     | Israël - Écosse | 2-1           | Ligue des nations                                            |
| 20 novembre 2018 | Glasgow   | Écosse - Israël | 3-2           | Ligue des nations                                            |
| 8 octobre 2020   | Glasgow   | Israël - Écosse | 0-0 (tab) 5-3 | Qualifications pour le Championnat d'Europe de football 2020 |

Bilan
- Total de matchs disputés : 6
- Victoires de l'équipe d'Israël : 4
- Matchs nuls : 1
- Victoires de l'équipe d'Écosse : 9

### Italie
Confrontations entre l'Écosse et l'Italie :
| Date             | Lieu     | Match           | Score | Compétition                                |
| 20 mai 1931      | Rome     | Italie - Écosse | 3-0   | amical                                     |
| 9 novembre 1965  | Glasgow  | Écosse - Italie | 1-0   | Qualifications pour la Coupe du monde 1966 |
| 7 décembre 1965  | Naples   | Italie - Écosse | 3-0   | Qualifications pour la Coupe du monde 1966 |
| 22 décembre 1988 | Pérouse  | Italie - Écosse | 2-0   | amical                                     |
| 18 novembre 1992 | Glasgow  | Écosse - Italie | 0-0   | Qualifications pour la Coupe du monde 1994 |
| 13 octobre 1993  | Rome     | Italie - Écosse | 3-1   | Qualifications pour la Coupe du monde 1994 |
| 26 mars 2005     | Milan    | Italie - Écosse | 2-0   | Qualifications pour la Coupe du monde 2006 |
| 3 septembre 2005 | Glasgow  | Écosse - Italie | 1-1   | Qualifications pour la Coupe du monde 2006 |
| 28 mars 2007     | Bari     | Italie - Écosse | 2-0   | Qualifications pour l'Euro 2008            |
| 17 novembre 2007 | Glasgow  | Écosse - Italie | 1-2   | Qualifications pour l'Euro 2008            |
| 29 mai 2016      | Ħ'Attard | Italie - Écosse | 1-0   | amical                                     |

Bilan partiel
- Total de matchs disputés : 11
- Victoires de l'équipe d'Italie : 8
- Match nul : 2
- Victoires de l'équipe d'Écosse : 1

## J

### Japon
Confrontations entre l'Écosse et le Japon :
| Date            | Lieu      | Match          | Score | Compétition  |
| 21 mai 1995     | Hiroshima | Japon - Écosse | 0-0   | Coupe Kirin  |
| 13 mai 2006     | Saitama   | Japon - Écosse | 0-0   | Match amical |
| 10 octobre 2009 | Yokohama  | Japon - Écosse | 2-0   | Match amical |

Bilan
Total de matchs disputés : 3
- Victoire de l'équipe du Japon : 1
- Matchs nuls : 2
- Victoires de l'équipe d'Écosse : 0

## K

### Kazakhstan
Confrontations entre le Kazakhstan et l'Écosse en matchs officiels :
| Date             | Lieu    | Match               | Score | Compétition                     |
| 21 mars 2019     | Astana  | Kazakhstan - Écosse | 3-0   | Qualifications pour l'Euro 2020 |
| 19 novembre 2019 | Glasgow | Écosse - Kazakhstan | -     | Qualifications pour l'Euro 2020 |

Bilan partiel
- Total de matchs disputés : 1
- Victoires de l'équipe du Kazakhstan : 1
- Matchs nuls : 0
- Victoires de l'équipe d'Écosse : 0

## L

### Lettonie
Confrontations entre la Lettonie et l'Écosse en matchs officiels :
| Date             | Lieu    | Match             | Score | Compétition                                |
| 5 octobre 1996   | Riga    | Lettonie - Écosse | 0-2   | Qualifications pour la Coupe du monde 1998 |
| 11 octobre 1997  | Glasgow | Écosse - Lettonie | 2-0   | Qualifications pour la Coupe du monde 1998 |
| 2 septembre 2000 | Riga    | Lettonie - Écosse | 0-1   | Qualifications pour la Coupe du monde 2002 |
| 6 octobre 2001   | Glasgow | Écosse - Lettonie | 2-1   | Qualifications pour la Coupe du monde 2002 |

Bilan partiel
- Total de matchs disputés : 4
- Victoires de l'équipe de Lettonie : 0
- Matchs nuls : 0
- Victoires de l'équipe d'Écosse : 4

### Liechtenstein
Confrontations entre le Liechtenstein et l'Écosse en matchs officiels :
| Date             | Lieu    | Match                  | Score | Compétition                     |
| 7 septembre 2010 | Glasgow | Écosse - Liechtenstein | 2-1   | Qualifications pour l'Euro 2012 |
| 8 octobre 2011   | Vaduz   | Liechtenstein - Écosse | 0-1   | Qualifications pour l'Euro 2012 |

Bilan partiel
- Total de matchs disputés : 2
- Victoires de l'équipe du Liechtenstein : 0
- Matchs nuls : 0
- Victoires de l'équipe d'Écosse : 2

### Lituanie
Confrontations entre la Lituanie et l'Écosse en matchs officiels :
| Date               | Lieu    | Match             | Score | Compétition                                |
| 5 septembre 1998   | Vilnius | Lituanie - Écosse | 0-0   | Qualifications pour l'Euro 2000            |
| 9 octobre 1999     | Glasgow | Écosse - Lituanie | 3-0   | Qualifications pour l'Euro 2000            |
| 2 avril 2003       | Kaunas  | Lituanie - Écosse | 1-0   | Qualifications pour l'Euro 2004            |
| 11 octobre 2003    | Glasgow | Écosse - Lituanie | 1-0   | Qualifications pour l'Euro 2004            |
| 6 septembre 2006   | Kaunas  | Lituanie - Écosse | 1-2   | Qualifications pour l'Euro 2008            |
| 8 septembre 2007   | Glasgow | Écosse - Lituanie | 3-1   | Qualifications pour l'Euro 2008            |
| 3 septembre 2010   | Kaunas  | Lituanie - Écosse | 0-0   | Qualifications pour l'Euro 2012            |
| 6 septembre 2011   | Glasgow | Écosse - Lituanie | 1-0   | Qualifications pour l'Euro 2012            |
| 8 octobre 2016     | Glasgow | Écosse - Lituanie | 1-1   | Qualifications pour la Coupe du monde 2018 |
| 1er septembre 2017 | Vilnius | Lituanie - Écosse | 0-3   | Qualifications pour la Coupe du monde 2018 |

Bilan partiel
- Total de matchs disputés : 10
- Victoires de l'équipe de Lituanie : 1
- Matchs nuls : 3
- Victoires de l'équipe d'Écosse : 6

### Luxembourg
Confrontations entre le Luxembourg et l'Écosse en matchs officiels :
| Date             | Lieu             | Match               | Score | Compétition                     |
| 24 mai 1947      | Luxembourg       | Luxembourg - Écosse | 0-6   | Match amical                    |
| 12 novembre 1986 | Glasgow          | Écosse - Luxembourg | 3-0   | Qualifications pour l'Euro 1988 |
| 2 décembre 1987  | Esch-sur-Alzette | Luxembourg - Écosse | 0-0   | Qualifications pour l'Euro 1988 |
| 14 novembre 2012 | Luxembourg       | Luxembourg - Écosse | 1-2   | Match amical                    |

Bilan partiel
- Total de matchs disputés : 4
- Victoires de l'équipe du Luxembourg : 0
- Matchs nuls : 1
- Victoires de l'équipe d'Écosse : 3

## M

### Macédoine
Confrontations entre l'Écosse et la Macédoine :
| Date              | Lieu    | Match              | Score | Compétition                                |
| 6 septembre 2008  | Skopje  | Macédoine - Écosse | 1-0   | Qualifications pour la Coupe du monde 2010 |
| 5 septembre 2009  | Glasgow | Écosse - Macédoine | 2-0   | Qualifications pour la Coupe du monde 2010 |
| 11 septembre 2012 | Glasgow | Écosse - Macédoine | 1-1   | Qualifications pour la Coupe du monde 2014 |
| 10 septembre 2013 | Skopje  | Macédoine - Écosse | 1-2   | Qualifications pour la Coupe du monde 2014 |

Bilan
- Total de matchs disputés : 4
- Victoires de l'équipe de Macédoine : 1
- Matchs nuls : 1
- Victoires de l'équipe d'Écosse : 2

### Malte
Confrontations entre Malte et l'Écosse :
| Date             | Lieu     | Match          | Score | Compétition                                |
| 22 mars 1988     | Ta' Qali | Malte - Écosse | 1-1   | Match amical                               |
| 28 mai 1990      | Ta' Qali | Malte - Écosse | 1-2   | Match amical                               |
| 17 février 1993  | Glasgow  | Écosse - Malte | 3-0   | Qualifications pour la Coupe du monde 1994 |
| 17 novembre 1993 | Ta' Qali | Malte - Écosse | 0-2   | Qualifications pour la Coupe du monde 1994 |
| 1er juillet 1997 | Ta' Qali | Malte - Écosse | 2-3   | Match amical                               |
| 4 septembre 2016 | Ta' Qali | Malte - Écosse | 1-5   | Qualifications pour la Coupe du monde 2018 |
| 4 septembre 2017 | Glasgow  | Écosse - Malte | 2-0   | Qualifications pour la Coupe du monde 2018 |

Bilan
- Total de matchs disputés : 7
- Victoire de l'équipe de Malte : 0
- Matchs nuls :  1
- Victoire de l'équipe d'Écosse : 6

### Maroc
Confrontations entre l'Écosse et le Maroc :
| Date         | Lieu          | Match          | Score | Compétition                    |
| 23 juin 1998 | Saint-Étienne | Maroc - Écosse | 3-0   | Coupe du monde 1998 (1er tour) |

Bilan
- Total de matchs disputés : 1
- Victoires de l'équipe du Maroc : 1
- Matchs nuls : 0
- Victoires de l'équipe d'Écosse : 0

### Mexique
Confrontations entre l'équipe du Mexique de football et l'équipe d'Écosse de football.
| Date        | Lieu   | Match            | Score | Compétition  |
| 2 juin 2018 | Mexico | Mexique - Écosse | 1-0   | Match amical |

Bilan
- Total de matchs disputés : 1
- Victoires de l'équipe du Mexique : 1
- Match nul : 0
- Victoires de l'équipe d'Écosse : 0

### Moldavie
Confrontations entre la Moldavie et l'Écosse :
| Date             | Lieu     | Match             | Score | Compétition                                         |
| 13 octobre 2004  | Chișinău | Moldavie - Écosse | 1-1   | Qualifications pour la Coupe du monde 2006          |
| 4 juin 2005      | Glasgow  | Écosse - Moldavie | 2-0   | Qualifications pour la Coupe du monde 2006          |
| 4 septembre 2021 | Glasgow  | Écosse - Moldavie | 1 - 0 | Éliminatoires de la Coupe du monde de football 2022 |

Bilan
- Total de matchs disputés : 2
- Victoires de l'équipe de Moldavie : 0
- Match nul : 1
- Victoires de l'équipe d'Écosse : 4

## N

### Nigeria
Confrontations entre l'Écosse et le Nigeria :
| Date          | Lieu     | Match            | Score | Compétition  |
| 17 avril 2002 | Aberdeen | Écosse - Nigeria | 1-2   | Match amical |
| 28 mai 2014   | Londres  | Écosse - Nigeria | 2-2   | Match amical |

Bilan
- Total de matchs disputés : 2
- Victoire de l'équipe du Nigeria : 1
- Match nul : 1
- Victoire de l'équipe d'Écosse : 0

### Norvège
Confrontations entre l'Écosse et la Norvège :
| Date              | Lieu     | Match            | Score | Compétition                                |
| 26 mai 1929       | Bergen   | Norvège - Écosse | 3-7   | Match amical                               |
| 5 mai 1954        | Glasgow  | Écosse - Norvège | 1-0   | Match amical                               |
| 19 mai 1954       | Oslo     | Norvège - Écosse | 1-1   | Match amical                               |
| 4 juin 1963       | Bergen   | Norvège - Écosse | 4-3   | Match amical                               |
| 7 novembre 1963   | Glasgow  | Écosse - Norvège | 6-1   | Match amical                               |
| 6 juin 1974       | Oslo     | Norvège - Écosse | 1-2   | Match amical                               |
| 25 octobre 1978   | Glasgow  | Écosse - Norvège | 3-2   | Qualifications pour l'Euro 1980            |
| 7 juin 1979       | Oslo     | Norvège - Écosse | 0-4   | Qualifications pour l'Euro 1980            |
| 14 septembre 1988 | Oslo     | Norvège - Écosse | 1-2   | Qualifications pour la Coupe du monde 1990 |
| 15 novembre 1989  | Glasgow  | Écosse - Norvège | 1-1   | Qualifications pour la Coupe du monde 1990 |
| 3 juin 1992       | Oslo     | Norvège - Écosse | 0-0   | Match amical                               |
| 16 juin 1998      | Bordeaux | Écosse - Norvège | 1-1   | Coupe du monde 1998, 1er tour              |
| 20 août 2003      | Oslo     | Norvège - Écosse | 0-0   | Match amical                               |
| 9 octobre 2004    | Glasgow  | Écosse - Norvège | 0-1   | Qualifications pour la Coupe du monde 2006 |
| 7 septembre 2005  | Oslo     | Norvège - Écosse | 1-2   | Qualifications pour la Coupe du monde 2006 |
| 11 octobre 2008   | Glasgow  | Écosse - Norvège | 0-0   | Qualifications pour la Coupe du monde 2010 |
| 12 août 2009      | Oslo     | Norvège - Écosse | 4-0   | Qualifications pour la Coupe du monde 2010 |
| 19 novembre 2013  | Molde    | Norvège - Écosse | 0-1   | Match amical                               |

Bilan
- Total de matchs disputés : 18
- Victoire de l'équipe de Norvège : 3
- Matchs nuls : 6
- Victoire de l'équipe d'Écosse : 9

### Nouvelle-Zélande
Confrontations entre l'Écosse et la Nouvelle-Zélande :
| Date         | Lieu      | Match                     | Score | Compétition                    |
| 15 juin 1982 | Málaga    | Écosse - Nouvelle-Zélande | 5-2   | Coupe du monde 1982 (Groupe 6) |
| 27 mai 2003  | Édimbourg | Écosse - Nouvelle-Zélande | 1-1   | Match amical                   |

Bilan
- Total de matchs disputés : 2
- Victoire de l'équipe de Nouvelle-Zélande : 0
- Match nul : 1
- Victoire de l'équipe d'Écosse : 1

## P

### Paraguay
Confrontations entre l'équipe d'Écosse de football et l'équipe du Paraguay de football en matchs officiels :
| Date         | Lieu       | Match             | Score | Compétition                                   |
| 11 juin 1958 | Norrköping | Paraguay - Écosse | 3-2   | Coupe du monde de football de 1958 (Groupe B) |

Bilan partiel
- Total de matchs disputés : 1
- Victoires de l'équipe du Paraguay : 1
- Matchs nuls : 0
- Victoires de l'équipe d'Écosse : 0

### Pays de Galles
Confrontations entre l'équipe d'Écosse de football et l'équipe du pays de Galles de football en matchs officiels :
| Date              | Lieu       | Match           | Score | Compétition                                                           |
| 25 mars 1876      | Glasgow    | Écosse - Galles | 4-0   | Match amical                                                          |
| 5 mars 1877       | Wrexham    | Galles - Écosse | 0-2   | Match amical                                                          |
| 23 mars 1878      | Glasgow    | Écosse - Galles | 9-0   | Match amical                                                          |
| 7 avril 1879      | Wrexham    | Galles - Écosse | 0-3   | Match amical                                                          |
| 27 mars 1880      | Glasgow    | Écosse - Galles | 5-1   | Match amical                                                          |
| 14 mars 1881      | Wrexham    | Galles - Écosse | 1-5   | Match amical                                                          |
| 25 mars 1882      | Glasgow    | Écosse - Galles | 5-0   | Match amical                                                          |
| 12 mars 1883      | Wrexham    | Galles - Écosse | 0-3   | Match amical                                                          |
| 29 mars 1884      | Glasgow    | Écosse - Galles | 4-1   | British Home Championship                                             |
| 23 mars 1885      | Wrexham    | Galles - Écosse | 1-8   | British Home Championship                                             |
| 10 avril 1886     | Glasgow    | Écosse - Galles | 4-1   | British Home Championship                                             |
| 21 mars 1887      | Wrexham    | Galles - Écosse | 0-2   | British Home Championship                                             |
| 10 mars 1888      | Édimbourg  | Écosse - Galles | 5-1   | British Home Championship                                             |
| 15 avril 1889     | Wrexham    | Galles - Écosse | 0-0   | British Home Championship                                             |
| 22 mars 1890      | Paisley    | Écosse - Galles | 5-0   | British Home Championship                                             |
| 21 mars 1891      | Wrexham    | Galles - Écosse | 3-4   | British Home Championship                                             |
| 26 mars 1892      | Édimbourg  | Écosse - Galles | 6-1   | British Home Championship                                             |
| 18 mars 1893      | Wrexham    | Galles - Écosse | 0-8   | British Home Championship                                             |
| 24 mars 1894      | Kilmarnock | Écosse - Galles | 5-2   | British Home Championship                                             |
| 23 mars 1895      | Wrexham    | Galles - Écosse | 2-2   | British Home Championship                                             |
| 21 mars 1896      | Dundee     | Écosse - Galles | 4-0   | British Home Championship                                             |
| 20 mars 1897      | Wrexham    | Galles - Écosse | 2-2   | British Home Championship                                             |
| 19 mars 1898      | Motherwell | Écosse - Galles | 5-2   | British Home Championship                                             |
| 18 mars 1899      | Wrexham    | Galles - Écosse | 0-6   | British Home Championship                                             |
| 3 février 1900    | Aberdeen   | Écosse - Galles | 5-2   | British Home Championship                                             |
| 2 mars 1901       | Wrexham    | Galles - Écosse | 1-1   | British Home Championship                                             |
| 15 mars 1902      | Greenock   | Écosse - Galles | 5-1   | British Home Championship                                             |
| 9 mars 1903       | Cardiff    | Galles - Écosse | 0-1   | British Home Championship                                             |
| 12 mars 1904      | Dundee     | Écosse - Galles | 1-1   | British Home Championship                                             |
| 6 mars 1905       | Wrexham    | Galles - Écosse | 3-1   | British Home Championship                                             |
| 3 mars 1906       | Édimbourg  | Écosse - Galles | 0-2   | British Home Championship                                             |
| 4 mars 1907       | Wrexham    | Galles - Écosse | 1-0   | British Home Championship                                             |
| 7 mars 1908       | Dundee     | Écosse - Galles | 2-1   | British Home Championship                                             |
| 1er mars 1909     | Wrexham    | Galles - Écosse | 3-2   | British Home Championship                                             |
| 5 mars 1910       | Kilmarnock | Écosse - Galles | 1-0   | British Home Championship                                             |
| 6 mars 1911       | Cardiff    | Galles - Écosse | 2-2   | British Home Championship                                             |
| 2 mars 1912       | Édimbourg  | Écosse - Galles | 1-0   | British Home Championship                                             |
| 3 mars 1913       | Wrexham    | Galles - Écosse | 0-0   | British Home Championship                                             |
| 28 février 1914   | Glasgow    | Écosse - Galles | 0-0   | British Home Championship                                             |
| 26 février 1920   | Cardiff    | Galles - Écosse | 1-1   | British Home Championship                                             |
| 12 février 1921   | Aberdeen   | Écosse - Galles | 2-1   | British Home Championship                                             |
| 4 février 1922    | Wrexham    | Galles - Écosse | 2-1   | British Home Championship                                             |
| 17 mars 1923      | Paisley    | Écosse - Galles | 2-0   | British Home Championship                                             |
| 16 février 1924   | Cardiff    | Galles - Écosse | 2-0   | British Home Championship                                             |
| 14 février 1925   | Édimbourg  | Écosse - Galles | 3-1   | British Home Championship                                             |
| 31 octobre 1925   | Cardiff    | Galles - Écosse | 0-3   | British Home Championship                                             |
| 30 octobre 1926   | Glasgow    | Écosse - Galles | 3-0   | British Home Championship                                             |
| 29 octobre 1927   | Wrexham    | Galles - Écosse | 2-2   | British Home Championship                                             |
| 27 octobre 1928   | Glasgow    | Écosse - Galles | 4-2   | British Home Championship                                             |
| 26 octobre 1929   | Cardiff    | Galles - Écosse | 2-4   | British Home Championship                                             |
| 25 octobre 1930   | Glasgow    | Écosse - Galles | 1-1   | British Home Championship                                             |
| 31 octobre 1931   | Wrexham    | Galles - Écosse | 2-3   | British Home Championship                                             |
| 26 octobre 1932   | Édimbourg  | Écosse - Galles | 2-5   | British Home Championship                                             |
| 4 octobre 1933    | Cardiff    | Galles - Écosse | 3-2   | British Home Championship                                             |
| 21 novembre 1934  | Aberdeen   | Écosse - Galles | 3-2   | British Home Championship                                             |
| 5 octobre 1935    | Cardiff    | Galles - Écosse | 1-1   | British Home Championship                                             |
| 2 décembre 1936   | Glasgow    | Écosse - Galles | 1-2   | British Home Championship                                             |
| 30 octobre 1937   | Cardiff    | Galles - Écosse | 2-1   | British Home Championship                                             |
| 9 novembre 1938   | Édimbourg  | Écosse - Galles | 3-2   | British Home Championship                                             |
| 19 octobre 1946   | Wrexham    | Galles - Écosse | 3-1   | British Home Championship                                             |
| 12 novembre 1947  | Glasgow    | Écosse - Galles | 1-2   | British Home Championship                                             |
| 23 octobre 1948   | Cardiff    | Galles - Écosse | 1-3   | British Home Championship                                             |
| 9 novembre 1949   | Glasgow    | Écosse - Galles | 2-0   | British Home Championship                                             |
| 21 octobre 1950   | Cardiff    | Galles - Écosse | 1-3   | British Home Championship                                             |
| 14 novembre 1951  | Glasgow    | Écosse - Galles | 0-1   | British Home Championship                                             |
| 18 octobre 1952   | Cardiff    | Galles - Écosse | 1-2   | British Home Championship                                             |
| 4 novembre 1953   | Glasgow    | Écosse - Galles | 3-3   | British Home Championship, qualifications pour la Coupe du monde 1954 |
| 16 octobre 1954   | Cardiff    | Galles - Écosse | 0-1   | British Home Championship                                             |
| 9 novembre 1955   | Glasgow    | Écosse - Galles | 2-0   | British Home Championship                                             |
| 20 octobre 1956   | Cardiff    | Galles - Écosse | 2-2   | British Home Championship                                             |
| 13 novembre 1957  | Glasgow    | Écosse - Galles | 1-1   | British Home Championship                                             |
| 18 octobre 1958   | Cardiff    | Galles - Écosse | 0-3   | British Home Championship                                             |
| 4 novembre 1959   | Glasgow    | Écosse - Galles | 1-1   | British Home Championship                                             |
| 22 octobre 1960   | Cardiff    | Galles - Écosse | 2-0   | British Home Championship                                             |
| 8 novembre 1961   | Glasgow    | Écosse - Galles | 2-0   | British Home Championship                                             |
| 20 octobre 1962   | Cardiff    | Galles - Écosse | 2-3   | British Home Championship                                             |
| 20 novembre 1963  | Glasgow    | Écosse - Galles | 2-1   | British Home Championship                                             |
| 3 octobre 1964    | Cardiff    | Galles - Écosse | 3-2   | British Home Championship                                             |
| 24 novembre 1965  | Glasgow    | Écosse - Galles | 4-1   | British Home Championship                                             |
| 22 octobre 1966   | Cardiff    | Galles - Écosse | 1-1   | British Home Championship, qualifications pour l'Euro 1968            |
| 22 novembre 1967  | Glasgow    | Écosse - Galles | 3-2   | British Home Championship, qualifications pour l'Euro 1968            |
| 3 mai 1969        | Wrexham    | Galles - Écosse | 3-5   | British Home Championship                                             |
| 22 avril 1970     | Glasgow    | Écosse - Galles | 0-0   | British Home Championship                                             |
| 15 mai 1971       | Cardiff    | Galles - Écosse | 0-0   | British Home Championship                                             |
| 24 mai 1972       | Glasgow    | Écosse - Galles | 1-0   | British Home Championship                                             |
| 12 mai 1973       | Wrexham    | Galles - Écosse | 0-2   | British Home Championship                                             |
| 14 mai 1974       | Glasgow    | Écosse - Galles | 2-0   | British Home Championship                                             |
| 17 mai 1975       | Cardiff    | Galles - Écosse | 2-2   | British Home Championship                                             |
| 6 mai 1976        | Glasgow    | Écosse - Galles | 3-1   | British Home Championship                                             |
| 17 novembre 1976  | Glasgow    | Écosse - Galles | 1-0   | Qualifications pour la Coupe du monde 1978                            |
| 28 mai 1977       | Wrexham    | Galles - Écosse | 0-0   | British Home Championship                                             |
| 12 octobre 1977   | Liverpool  | Galles - Écosse | 0-2   | Qualifications pour la Coupe du monde 1978                            |
| 17 mai 1978       | Glasgow    | Écosse - Galles | 1-1   | British Home Championship                                             |
| 19 mai 1979       | Cardiff    | Galles - Écosse | 3-0   | British Home Championship                                             |
| 21 mai 1980       | Glasgow    | Écosse - Galles | 1-0   | British Home Championship                                             |
| 16 mai 1981       | Swansea    | Galles - Écosse | 2-0   | British Home Championship                                             |
| 24 mai 1982       | Glasgow    | Écosse - Galles | 1-0   | British Home Championship                                             |
| 28 mai 1983       | Cardiff    | Galles - Écosse | 0-2   | British Home Championship                                             |
| 28 février 1984   | Glasgow    | Écosse - Galles | 2-1   | British Home Championship                                             |
| 27 mars 1985      | Glasgow    | Écosse - Galles | 0-1   | Qualifications pour la Coupe du monde 1986                            |
| 10 septembre 1985 | Cardiff    | Galles - Écosse | 1-1   | Qualifications pour la Coupe du monde 1986                            |
| 27 mai 1997       | Kilmarnock | Écosse - Galles | 0-1   | Match amical                                                          |
| 18 février 2004   | Cardiff    | Galles - Écosse | 4-0   | Match amical                                                          |
| 14 novembre 2009  | Cardiff    | Galles - Écosse | 3-0   | Match amical                                                          |
| 25 mai 2011       | Dublin     | Écosse - Galles | 3-1   | Nations Cup                                                           |
| 12 octobre 2012   | Cardiff    | Galles - Écosse | 2-1   | Qualifications pour la Coupe du monde 2014                            |
| 22 mars 2013      | Glasgow    | Écosse - Galles | 1-2   | Qualifications pour la Coupe du monde 2014                            |

Bilan partiel
- Total de matchs disputés : 107
- Victoires de l'équipe du pays de Galles : 23
- Matchs nuls : 23
- Victoires de l'équipe d'Écosse : 61

### Pays-Bas
Confrontations entre l'Écosse et les Pays-Bas
| Date              | Lieu       | Match             | Score | Compétition                                            |
| 21 mai 1938       | Amsterdam  | Pays-Bas - Écosse | 1-3   | Match amical                                           |
| 27 mai 1959       | Amsterdam  | Pays-Bas - Écosse | 1-0   | Match amical                                           |
| 11 mai 1966       | Glasgow    | Écosse - Pays-Bas | 0-3   | Match amical                                           |
| 30 mai 1968       | Amsterdam  | Pays-Bas - Écosse | 0-0   | Match amical                                           |
| 1er décembre 1971 | Amsterdam  | Pays-Bas - Écosse | 2-1   | Match amical                                           |
| 11 juin 1978      | Mendoza    | Pays-Bas - Écosse | 2-3   | Coupe du monde de football 1978 (1er tour)             |
| 23 mars 1982      | Glasgow    | Écosse - Pays-Bas | 2-1   | Match amical                                           |
| 29 avril 1986     | Eindhoven  | Pays-Bas - Écosse | 0-0   | Match amical                                           |
| 12 juin 1992      | Göteborg   | Pays-Bas - Écosse | 1-0   | Euro 1992 (1er tour)                                   |
| 23 mars 1994      | Glasgow    | Écosse - Pays-Bas | 0-1   | Match amical                                           |
| 27 mai 1994       | Utrecht    | Pays-Bas - Écosse | 3-1   | Match amical                                           |
| 10 juin 1996      | Birmingham | Pays-Bas - Écosse | 0-0   | Euro 1996 (1er tour)                                   |
| 26 avril 2000     | Arnhem     | Pays-Bas - Écosse | 0-0   | Match amical                                           |
| 15 novembre 2003  | Glasgow    | Écosse - Pays-Bas | 1-0   | Qualifications pour l'Euro 2004                        |
| 19 novembre 2003  | Amsterdam  | Pays-Bas - Écosse | 6-0   | Qualifications pour l'Euro 2004                        |
| 28 mars 2009      | Amsterdam  | Pays-Bas - Écosse | 3-0   | Qualifications pour la Coupe du monde de football 2010 |
| 9 septembre 2009  | Édimbourg  | Écosse - Pays-Bas | 0-1   | Qualifications pour la Coupe du monde de football 2010 |
| 9 novembre 2017   | Aberdeen   | Écosse - Pays-Bas | 0-1   | Match amical                                           |

Bilan
- Nombre de matchs joués : 18
- Victoires des Pays-Bas : 9
- Matchs nuls : 4
- Victoires de l'Écosse : 5

### Pérou
Confrontations entre l'équipe du Pérou de football et l'équipe d'Écosse de football.
| Date              | Lieu    | Match          | Score | Compétition         |
| 26 avril 1972     | Glasgow | Écosse - Pérou | 2-0   | Match amical        |
| 3 juin 1978       | Córdoba | Pérou - Écosse | 3-1   | Coupe du monde 1978 |
| 12 septembre 1979 | Glasgow | Écosse - Pérou | 1-1   | Match amical        |
| 29 mai 2018       | Lima    | Pérou - Écosse | 2-0   | Match amical        |

Bilan
- Total de matchs disputés : 4
- Victoires de l'équipe du Pérou : 2
- Match nul : 1
- Victoires de l'équipe d'Écosse : 1

### Pologne
Confrontations entre l'équipe de Pologne de football et l'équipe d'Écosse de football : 
| Date             | Lieu      | Match            | Score | Compétition                                |
| 1er juin 1958    | Varsovie  | Pologne - Écosse | 1-2   | Match amical                               |
| 4 mai 1960       | Glasgow   | Écosse - Pologne | 2-3   | Match amical                               |
| 23 mai 1965      | Chorzów   | Pologne - Écosse | 1-1   | Qualifications pour la Coupe du monde 1966 |
| 13 octobre 1965  | Glasgow   | Écosse - Pologne | 1-2   | Qualifications pour la Coupe du monde 1966 |
| 28 mai 1980      | Poznań    | Pologne - Écosse | 1-0   | Match amical                               |
| 19 mai 1990      | Glasgow   | Écosse - Pologne | 1-1   | Match amical                               |
| 25 avril 2001    | Bydgoszcz | Pologne - Écosse | 1-1   | Match amical                               |
| 5 mars 2014      | Varsovie  | Pologne - Écosse | 0-1   | Match amical                               |
| 14 octobre 2014  | Varsovie  | Pologne - Écosse | 2-2   | Qualifications pour l'Euro 2016            |
| 8 octobre 2015   | Glasgow   | Écosse - Pologne | 2-2   | Qualifications pour l'Euro 2016            |
| 24 mars 2022     | Glasgow   | Écosse - Pologne | 1-1   | Match amical                               |
| 5 Septembre 2024 | Glasgow   | Écosse - Pologne |       | LIGUE DES NATIONS                          |
| 18 Novembre 2024 | Varsovie  | Pologne - Écosse |       | LIGUE DES NATIONS                          |

Bilan
- Total de matchs disputés : 11
- Victoires de l'équipe de Pologne : 3
- Matchs nuls : 6
- Victoires de l'équipe d'Écosse : 2

### Portugal
Confrontations entre le Portugal et l'Écosse :
| Date             | Lieu     | Match             | Score | Compétition                                |
| 21 mai 1950      | Lisbonne | Portugal - Écosse | 2-2   | Match amical                               |
| 4 mai 1955       | Glasgow  | Écosse - Portugal | 4-0   | Match amical                               |
| 3 juin 1959      | Lisbonne | Portugal - Écosse | 1-0   | Match amical                               |
| 18 juin 1966     | Glasgow  | Écosse - Portugal | 0-1   | Match amical                               |
| 21 avril 1971    | Lisbonne | Portugal - Écosse | 2-0   | Qualifications pour l'Euro 1972            |
| 13 octobre 1971  | Glasgow  | Écosse - Portugal | 2-1   | Qualifications pour l'Euro 1972            |
| 29 novembre 1978 | Lisbonne | Portugal - Écosse | 1-0   | Qualifications pour l'Euro 1980            |
| 26 mars 1980     | Glasgow  | Écosse - Portugal | 4-1   | Qualifications pour l'Euro 1980            |
| 15 octobre 1980  | Glasgow  | Écosse - Portugal | 0-0   | Qualifications pour la Coupe du monde 1982 |
| 18 novembre 1981 | Lisbonne | Portugal - Écosse | 2-1   | Qualifications pour la Coupe du monde 1982 |
| 14 octobre 1992  | Glasgow  | Écosse - Portugal | 0-0   | Qualifications pour la Coupe du monde 1994 |
| 28 avril 1993    | Lisbonne | Portugal - Écosse | 5-0   | Qualifications pour la Coupe du monde 1994 |
| 20 novembre 2002 | Braga    | Portugal - Écosse | 2-0   | Match amical                               |
| 14 octobre 2018  | Glasgow  | Écosse - Portugal | 1-3   | Match amical                               |
| 8 Septembre 2024 | Lisbonne | Portugal - Écosse |       | LIGUE DES NATIONS                          |
| 15 Octobre 2024  | Glasgow  | Écosse - Portugal |       | LIGUE DES NATIONS                          |

Bilan
- Total de matchs disputés : 15
- Victoires de l'équipe du Portugal : 8
- Match nul : 3
- Victoires de l'équipe d'Écosse : 4

## Q

### Qatar
Confrontations entre le Qatar et l'Écosse :
| Date        | Lieu      | Match          | Score | Compétition  |
| 5 juin 2015 | Édimbourg | Écosse - Qatar | 1-0   | Match amical |

Bilan
- Total de matchs disputés : 1
- Victoire de l'équipe du Qatar : 0
- Matchs nuls : 0
- Victoire de l'équipe d'Écosse : 1

## R

### République tchèque
| Date             | Lieu    | Match                 | Score | Compétition                           |
| 31 mars 1999     | Glasgow | Écosse - Rép. tchèque | 1-2   | Qualifications pour l'Euro 2000       |
| 9 juin 1999      | Prague  | Rép. tchèque - Écosse | 3-2   | Qualifications pour l'Euro 2000       |
| 30 mai 2008      | Prague  | Rép. tchèque - Écosse | 3-1   | Match amical                          |
| 3 mars 2010      | Glasgow | Écosse - Rép. tchèque | 1-0   | Match amical                          |
| 8 octobre 2010   | Prague  | Rép. tchèque - Écosse | 1-0   | Qualifications pour l'Euro 2012       |
| 3 septembre 2011 | Glasgow | Écosse - Rép. tchèque | 2-2   | Qualifications pour l'Euro 2012       |
| 24 mars 2016     | Prague  | Rép. tchèque - Écosse | 0-1   | Match amical                          |
| 7 septembre 2020 | Olomouc | Rép. tchèque - Écosse | 1-2   | Ligue des nations de l'UEFA 2020-2021 |

Bilan
- Total de matchs disputés : 8
- Victoires de l'équipe de République tchèque : 5
- Matchs nuls : 1
- Victoires de l'équipe d'Écosse : 4

### Roumanie
| Date              | Lieu     | Match             | Score | Compétition                     |
| 1er juin 1975     | Bucarest | Roumanie - Écosse | 1-1   | Qualifications pour l'Euro 1976 |
| 17 décembre 1975  | Glasgow  | Écosse - Roumanie | 1-1   | Qualifications pour l'Euro 1976 |
| 26 mars 1986      | Glasgow  | Écosse - Roumanie | 3-0   | Match amical                    |
| 12 septembre 1990 | Glasgow  | Écosse - Roumanie | 2-1   | Qualifications pour l'Euro 1992 |
| 16 octobre 1991   | Bucarest | Roumanie - Écosse | 1-0   | Qualifications pour l'Euro 1992 |
| 31 mars 2004      | Glasgow  | Écosse - Roumanie | 1-2   | Match amical                    |

Bilan
- Total de matchs disputés : 6
- Victoires de l'équipe de Roumanie : 2
- Matchs nuls : 2
- Victoires de l'équipe d'Écosse : 2

### Russie
Confrontations entre l'équipe d'Écosse de football et les équipes d'URSS, de la CEI et de Russie de football :
| Date           | Lieu    | Match         | Score | Compétition         |
| 10 mai 1967    | Glasgow | Écosse - URSS | 0-2   | Amical              |
| 14 juin 1971   | Moscou  | URSS - Écosse | 1-0   | Amical              |
| 22 juin 1982   | Málaga  | Écosse - URSS | 2-2   | Coupe du monde 1982 |
| 6 février 1991 | Glasgow | Écosse - URSS | 0-1   | Amical              |

| Date         | Lieu       | Match        | Score | Compétition                           |
| 18 juin 1992 | Norrköping | Écosse - CEI | 3-0   | Championnat d'Europe de football 1992 |

| Date             | Lieu    | Match           | Score | Compétition                                                  |
| 16 novembre 1994 | Glasgow | Écosse - Russie | 1-1   | Qualifications pour le Championnat d'Europe de football 1996 |
| 29 mars 1995     | Moscou  | Russie - Écosse | 0-0   | Qualifications pour le Championnat d'Europe de football 1996 |
| 6 septembre 2019 | Glasgow | Écosse - Russie | -     | Qualifications pour l'Euro 2020                              |
| 10 octobre 2019  |         | Russie - Écosse | -     | Qualifications pour l'Euro 2020                              |

Bilan
- Total de matchs disputés : 7
- Victoires des équipes d'URSS, de la CEI et de Russie : 3
- Matchs nuls : 3
- Victoires de l'équipe d'Écosse : 1

## S

### Saint-Marin
Confrontations en matchs officiels entre Saint-Marin et l'Écosse :
| Date             | Lieu       | Match                | Score | Compétition                                |
| 1er mai 1991     | Serravalle | Saint-Marin - Écosse | 0-2   | Qualifications pour l'Euro 1992            |
| 13 novembre 1991 | Glasgow    | Écosse - Saint-Marin | 4-0   | Qualifications pour l'Euro 1992            |
| 26 avril 1995    | Serravalle | Saint-Marin - Écosse | 0-2   | Qualifications pour l'Euro 1996            |
| 15 novembre 1995 | Glasgow    | Écosse - Saint-Marin | 5-0   | Qualifications pour l'Euro 1996            |
| 7 octobre 2000   | Serravalle | Saint-Marin - Écosse | 0-2   | Qualifications pour la Coupe du monde 2002 |
| 28 octobre 2001  | Glasgow    | Écosse - Saint-Marin | 4-0   | Qualifications pour la Coupe du monde 2002 |
| 24 mars 2019     | Serravalle | Saint-Marin - Écosse | 0-2   | Qualifications pour l'Euro 2020            |
| 13 octobre 2019  | Glasgow    | Écosse - Saint-Marin | -     | Qualifications pour l'Euro 2020            |

Bilan partiel
- Total de matchs disputés : 7
- Victoires de l'équipe de Saint-Marin : 0
- Matchs nuls : 0
- Victoires de l'équipe d'Écosse : 7

### Serbie
Confrontations en matchs officiels entre l'Écosse et la Serbie :
| Date             | Lieu     | Match           | Score | Compétition                                |
| 8 septembre 2012 | Glasgow  | Écosse - Serbie | 0-0   | Qualifications pour la Coupe du monde 2014 |
| 26 mars 2013     | Novi Sad | Serbie - Écosse | 2-0   | Qualifications pour la Coupe du monde 2014 |

Bilan partiel
- Total de matchs disputés : 2
- Victoires de l'équipe de Serbie : 1
- Matchs nuls : 1
- Victoires de l'équipe d'Écosse : 0

### Slovaquie
Confrontations en matchs officiels entre l'Écosse et la Slovaquie :
| Date            | Lieu    | Match              | Score | Compétition                                |
| 11 octobre 2016 | Trnava  | Slovaquie - Écosse | 3-0   | Qualifications pour la Coupe du monde 2018 |
| 5 octobre 2017  | Glasgow | Écosse - Slovaquie | 1-0   | Qualifications pour la Coupe du monde 2018 |
| 11 octobre 2020 | Glasgow | Écosse - Slovaquie | 1-0   | Ligue des nations de l'UEFA 2020-2021      |

Bilan partiel
- Total de matchs disputés : 3
- Victoires de l'équipe de Slovaquie : 1
- Matchs nuls : 0
- Victoires de l'équipe d'Écosse : 2

### Slovénie
Confrontations en matchs officiels entre l'Écosse et la Slovénie :
| Date             | Lieu      | Match             | Score | Compétition                                |
| 8 septembre 2004 | Glasgow   | Écosse - Slovénie | 0-0   | Qualifications pour la Coupe du monde 2006 |
| 12 octobre 2005  | Celje     | Slovénie - Écosse | 0-3   | Qualifications pour la Coupe du monde 2006 |
| 29 février 2012  | Koper     | Slovénie - Écosse | 1-1   | Match amical                               |
| 26 mars 2017     | Glasgow   | Écosse - Slovénie | 1-0   | Qualifications pour la Coupe du monde 2018 |
| 8 octobre 2017   | Ljubljana | Slovénie - Écosse | 2-2   | Qualifications pour la Coupe du monde 2018 |

Bilan partiel
- Total de matchs disputés : 5
- Victoires de l'équipe de Slovénie : 0
- Matchs nuls : 3
- Victoires de l'équipe d'Écosse : 2

### Suède
Confrontations en matchs officiels entre l'Écosse et la Suède :
| Date              | Lieu      | Match          | Score | Compétition                                |
| 30 mai 1952       | Stockholm | Suède - Écosse | 3-1   | Match amical                               |
| 6 mai 1953        | Glasgow   | Écosse - Suède | 1-2   | Match amical                               |
| 16 avril 1975     | Göteborg  | Suède - Écosse | 1-1   | Match amical                               |
| 27 avril 1977     | Glasgow   | Écosse - Suède | 3-1   | Match amical                               |
| 10 septembre 1980 | Solna     | Suède - Écosse | 0-1   | Qualifications pour la Coupe du monde 1982 |
| 9 septembre 1981  | Glasgow   | Écosse - Suède | 2-0   | Qualifications pour la Coupe du monde 1982 |
| 16 juin 1990      | Gênes     | Écosse - Suède | 2-1   | Coupe du monde 1990 (Groupe C)             |
| 11 octobre 1995   | Stockholm | Suède - Écosse | 2-0   | Match amical                               |
| 10 novembre 1996  | Glasgow   | Écosse - Suède | 1-0   | Qualifications pour la Coupe du monde 1998 |
| 30 avril 1997     | Göteborg  | Suède - Écosse | 2-1   | Qualifications pour la Coupe du monde 1998 |
| 17 novembre 2004  | Édimbourg | Écosse - Suède | 1-4   | Match amical                               |
| 11 août 2010      | Solna     | Suède - Écosse | 3-0   | Match amical                               |

Bilan partiel
- Total de matchs disputés : 12
- Victoires de l'équipe de Suède : 6
- Match nul : 1
- Victoires de l'équipe d'Écosse : 5

### Suisse
Confrontations entre l'équipe d'Écosse de football et l'équipe de Suisse de football.
| Date              | Lieu       | Match           | Score | Compétition                                            |
| 24 mai 1931       | Genève     | Suisse - Écosse | 2-3   | Match amical                                           |
| 15 mai 1946       | Glasgow    | Écosse - Suisse | 3-1   | Match amical                                           |
| 17 mai 1948       | Berne      | Suisse - Écosse | 2-1   | Match amical                                           |
| 26 avril 1950     | Glasgow    | Écosse - Suisse | 3-1   | Match amical                                           |
| 19 mai 1957       | Bâle       | Suisse - Écosse | 1-2   | Qualifications pour la Coupe du monde de football 1958 |
| 6 novembre 1957   | Glasgow    | Écosse - Suisse | 3-2   | Qualifications pour la Coupe du monde de football 1958 |
| 22 juin 1973      | Berne      | Suisse - Écosse | 1-0   | Match amical                                           |
| 7 avril 1976      | Glasgow    | Écosse - Suisse | 1-0   | Match amical                                           |
| 17 novembre 1982  | Berne      | Suisse - Écosse | 2-0   | Qualifications pour l'Euro 1984                        |
| 30 mars 1983      | Glasgow    | Écosse - Suisse | 2-2   | Qualifications pour l'Euro 1984                        |
| 17 octobre 1990   | Glasgow    | Écosse - Suisse | 2-1   | Qualifications pour l'Euro 1992                        |
| 11 septembre 1991 | Berne      | Suisse - Écosse | 2-2   | Qualifications pour l'Euro 1992                        |
| 9 septembre 1992  | Berne      | Suisse - Écosse | 3-1   | Qualifications pour la Coupe du monde de football 1994 |
| 8 septembre 1993  | Aberdeen   | Écosse - Suisse | 1-1   | Qualifications pour la Coupe du monde de football 1994 |
| 18 juin 1996      | Birmingham | Écosse - Suisse | 1-0   | Euro 1996 (1er tour)                                   |
| 1er mars 2006     | Glasgow    | Écosse - Suisse | 1-3   | Match amical                                           |
| 19 Juin 2024      | Cologne    | Écosse - Suisse | 1-1   | Euro 2024 (Première Tour)                              |

Bilan
- Total de matchs disputés : 17
- Victoires de l'équipe de Suisse : 5
- Matchs nuls : 4
- Victoires de l'équipe d'Écosse : 8

## T

### Tchécoslovaquie
Confrontations entre l'équipe d'Écosse de football et l'équipe de Tchécoslovaquie de football en matchs officiels :
| Date              | Lieu         | Match                    | Score | Compétition                                          |
| 22 mai 1937       | Prague       | Tchécoslovaquie - Écosse | 1-3   | Match amical                                         |
| 8 décembre 1937   | Glasgow      | Écosse - Tchécoslovaquie | 5-0   | Match amical                                         |
| 14 mai 1961       | Bratislava   | Tchécoslovaquie - Écosse | 4-0   | Qualifications pour la Coupe du monde 1962           |
| 26 septembre 1961 | Glasgow      | Écosse - Tchécoslovaquie | 3-2   | Qualifications pour la Coupe du monde 1962           |
| 29 novembre 1961  | Bruxelles    | Tchécoslovaquie - Écosse | 4-2   | Qualifications pour la Coupe du monde 1962, playoffs |
| 2 juillet 1972    | Porto Alegre | Écosse - Tchécoslovaquie | 0-0   | Coupe de l'Indépendance                              |
| 26 septembre 1973 | Glasgow      | Écosse - Tchécoslovaquie | 2-1   | Qualifications pour la Coupe du monde 1974           |
| 17 octobre 1973   | Bratislava   | Tchécoslovaquie - Écosse | 1-0   | Qualifications pour la Coupe du monde 1974           |
| 13 octobre 1976   | Prague       | Tchécoslovaquie - Écosse | 2-0   | Qualifications pour la Coupe du monde 1978           |
| 21 septembre 1977 | Glasgow      | Écosse - Tchécoslovaquie | 3-1   | Qualifications pour la Coupe du monde 1978           |

Bilan
- Total de matchs disputés : 10
- Victoires de l'équipe de Tchécoslovaquie : 4
- Matchs nuls : 1
- Victoires de l'équipe d'Écosse : 5

### Trinité-et-Tobago
Confrontations entre l'équipe d'Écosse de football et l'équipe de Trinité-et-Tobago de football en matchs officiels :
| Date        | Lieu      | Match                      | Score | Compétition  |
| 30 mai 2004 | Édimbourg | Écosse - Trinité-et-Tobago | 4-1   | Match amical |

Bilan
- Total de matchs disputés : 1
- Victoires de l'équipe de Trinité-et-Tobago : 0
- Matchs nuls : 0
- Victoires de l'équipe d'Écosse : 1

### Turquie
Confrontations entre l'équipe d'Écosse de football et l'équipe de Turquie de football en matchs officiels :
| Date        | Lieu   | Match            | Score | Compétition  |
| 8 juin 1960 | Ankara | Turquie - Écosse | 4-2   | Match amical |

Bilan
- Total de matchs disputés : 1
- Victoires de l'équipe de Turquie : 1
- Matchs nuls : 0
- Victoires de l'équipe d'Écosse : 0

## U

### Ukraine
Confrontations entre l'équipe d'Écosse de football et l'équipe d'Ukraine de football en matchs officiels :
| Date            | Lieu    | Match            | Score | Compétition                     |
| 11 octobre 2006 | Kiev    | Ukraine - Écosse | 2-0   | Qualifications pour l'Euro 2008 |
| 13 octobre 2007 | Glasgow | Écosse - Ukraine | 3-1   | Qualifications pour l'Euro 2008 |
| 1 Juin 2022     | Glasgow | Écosse - Ukraine | 1-3   | Qualifications pour 2022 FIFA   |

Bilan partiel
- Total de matchs disputés : 3
- Victoires de l'équipe d'Ukraine : 4
- Matchs nuls : 0
- Victoires de l'équipe d'Écosse : 2

### Uruguay
Confrontations entre l'équipe d'Écosse de football et l'équipe d'Uruguay de football en matchs officiels :
| Date         | Lieu           | Match            | Score | Compétition                                   |
| 19 juin 1954 | Bâle           | Uruguay - Écosse | 7-0   | Coupe du monde de football de 1954 (Groupe C) |
| 13 juin 1986 | Nezahualcóyotl | Écosse - Uruguay | 0-0   | Coupe du monde de football de 1986 (Groupe E) |

Bilan partiel
- Total de matchs disputés : 2
- Victoires de l'équipe d'Uruguay : 1
- Matchs nuls : 1
- Victoires de l'équipe d'Écosse : 0

## Y

### Yougoslavie
Confrontations en matchs officiels entre l'Écosse et la Yougoslavie :
| Date              | Lieu      | Match                | Score | Compétition                                |
| 15 mai 1955       | Belgrade  | Yougoslavie - Écosse | 2-2   | Match amical                               |
| 21 novembre 1956  | Glasgow   | Écosse - Yougoslavie | 2-0   | Match amical                               |
| 8 juin 1958       | Västerås  | Écosse - Yougoslavie | 1-1   | Coupe du monde 1958 (Groupe B)             |
| 22 juin 1974      | Francfort | Écosse - Yougoslavie | 1-1   | Coupe du monde 1974 (Groupe B)             |
| 12 septembre 1984 | Glasgow   | Écosse - Yougoslavie | 6-1   | Match amical                               |
| 19 octobre 1988   | Glasgow   | Écosse - Yougoslavie | 1-1   | Qualifications pour la Coupe du monde 1990 |
| 6 septembre 1989  | Zagreb    | Yougoslavie - Écosse | 3-1   | Qualifications pour la Coupe du monde 1990 |

Bilan partiel
- Total de matchs disputés : 7
- Victoires de l'équipe de Yougoslavie : 1
- Matchs nuls : 4
- Victoires de l'équipe d'Écosse : 2

## Z

### Zaïre
Confrontations entre l'Écosse et le Zaïre en matchs officiels :
| Date         | Lieu     | Match          | Score | Compétition                    |
| 14 juin 1974 | Dortmund | Écosse - Zaïre | 2-0   | Coupe du monde 1974 (Groupe B) |

Bilan
- Total de matchs disputés : 1
- Victoires de l'équipe du Zaïre : 0
- Matchs nuls : 0
- Victoires de l'équipe d'Écosse : 1